# Eppingen

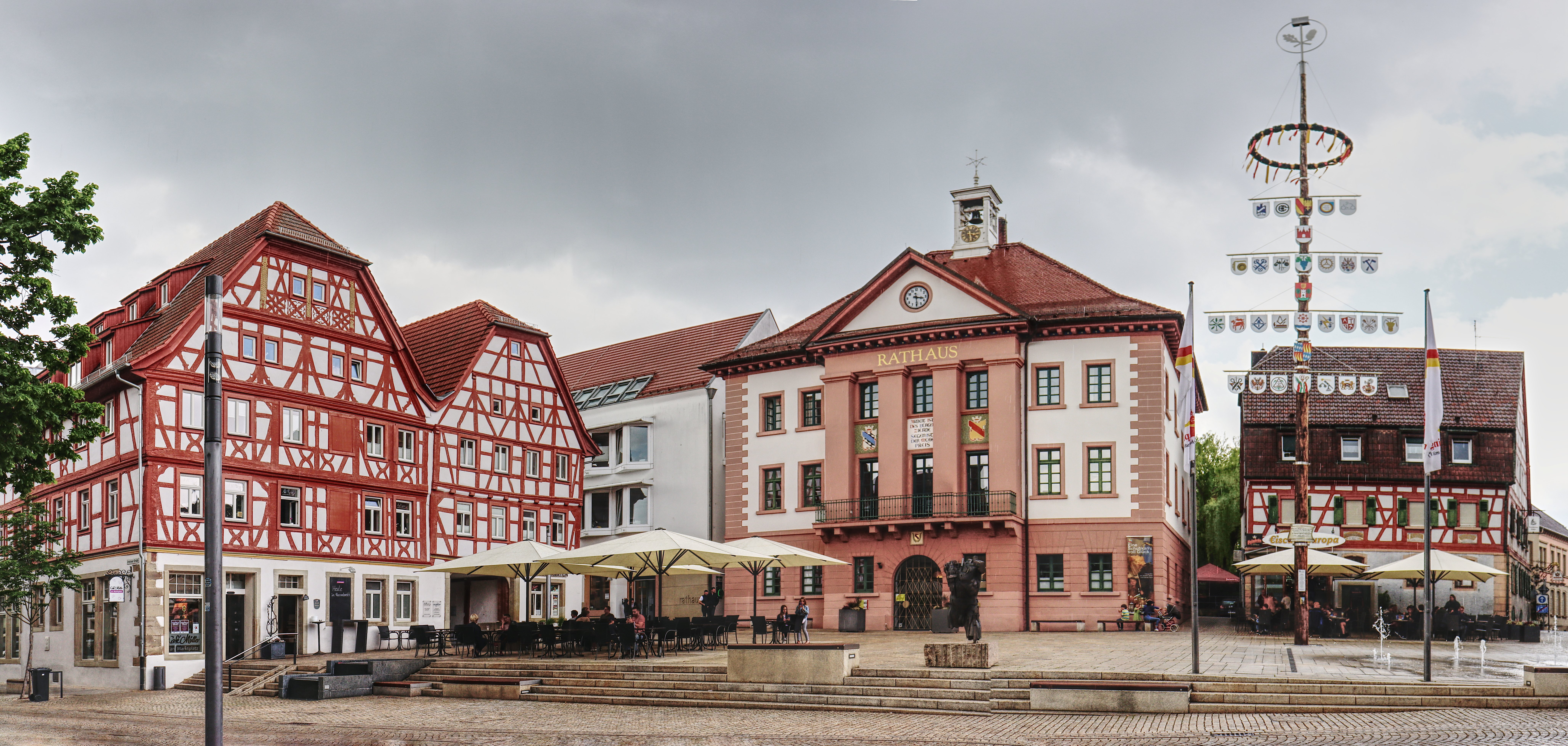
Marktplatz mit Rathaus

Eppingen (Ausspracheⓘ) ist eine Stadt im Nordwesten Baden-Württembergs. Sie gehört zum Regionalverband Heilbronn-Franken. Sie liegt etwa 22 Kilometer westlich von Heilbronn, 34 km südöstlich von Heidelberg und etwa 41 Kilometer nordöstlich von Karlsruhe. Sie gehört zum Mittelbereich um Heilbronn innerhalb des gleichnamigen Oberzentrums.
Eppingen ist nach Neckarsulm und Bad Rappenau die drittgrößte Stadt des Landkreises Heilbronn und seit dem 1. Januar 2002 eine Große Kreisstadt.

## Geographie

### Geographische Lage
Eppingen liegt im Kraichgau an der Elsenz, einem linken Nebenfluss des Neckars, und am Hilsbach, der in Eppingen in die Elsenz mündet.
Die Eppinger Gemarkung teilt sich in zwei unterschiedliche naturräumliche Einheiten: im Nordwesten das lössbedeckte, flachgewellte Hügelland des Eppinger Gäus und im Südosten das plateauartige Waldgebiet der Eppinger Hardt. Das Eppinger Gäu ist eine Untereinheit des Lein-Elsenz-Hügellandes, das dem Naturraum Kraichgau zugerechnet wird. Es ist im Nordwesten vom Rücken des Eichelbergs begrenzt, im Südosten hebt sich mit einer deutlichen Stufe die Eppinger Hardt, zugehörig zum Naturraum Strom- und Heuchelberg, ab. Im Westen und Osten fehlt eine klare Grenze.
Die Gäulandschaft wird als fruchtbares, lössbedecktes Muschelkalk-Keuper-Gebiet charakterisiert. Es wird überwiegend agrarisch genutzt, ist waldarm und gehört zum Altsiedelland.

### Nachbargemeinden
Folgende Städte und Gemeinden grenzen an die Stadt Eppingen (im Uhrzeigersinn, beginnend im Nordosten): Ittlingen, Kirchardt, Gemmingen, Schwaigern, Brackenheim, Güglingen, Pfaffenhofen und Zaberfeld (alle Landkreis Heilbronn), Sulzfeld, Kraichtal und Östringen (alle Landkreis Karlsruhe) sowie Sinsheim (Rhein-Neckar-Kreis). Mit den Gemeinden Gemmingen und Ittlingen ist Eppingen die Verwaltungsgemeinschaft Eppingen-Gemmingen-Ittlingen eingegangen.

### Stadtgliederung
| Stadtteil    | Eingemeindung | Einwohner | Fläche    |
| ------------ | ------------- | --------- | --------- |
| Eppingen     | —             | 11.425    | 32,95 km² |
| Adelshofen   | 1. Juli 1971  | 01.476    | 06,89 km² |
| Elsenz       | 1. Dez. 1971  | 01.988    | 11,52 km² |
| Kleingartach | 1. Dez. 1971  | 01.894    | 11,23 km² |
| Mühlbach     | 1. Nov. 1972  | 02.162    | 06,14 km² |
| Richen       | 1. Dez. 1971  | 01.765    | 11,09 km² |
| Rohrbach     | 1. Dez. 1971  | 01.903    | 08,76 km² |

Das Stadtgebiet Eppingens besteht aus der Kernstadt Eppingen und den Stadtteilen Adelshofen, Elsenz, Kleingartach, Mühlbach, Richen und Rohrbach.
Zu Eppingen selbst gehören die Höfe Raußmühle und Rosalienhof sowie die Wohnplätze Odenberg-Wolfmüller und Ottilienberg, zu Adelshofen der Dammhof und der Wohnplatz Adelshofen (Mühle), zu Kleingartach der Hof Kirschenhof und die Ortsteile Eichbühlhöfe, Hemmichhof und Rosbachhof. Abgegangene, heute nicht mehr bestehende Orte sind Berenbach auf der Gemarkung Elsenz und Luneburg auf der Gemarkung Kleingartach.

### Flächenaufteilung
Nach Daten des Statistischen Landesamtes, Stand 2014.

## Geschichte

### Frühe Geschichte
Die Lage Eppingens an der Einmündung des Hilsbachs in die Elsenz begünstigte eine frühe Besiedlung an jener Stelle. Die ältesten Siedlungsspuren sind Fundstücke im Gewann Vogelsberg aus der Zeit der Bandkeramik um 5000 v. Chr., außerdem sind auf Eppinger Gemarkung rund zehn Siedlungsstellen aus der Zeit der Jungsteinzeit bekannt. Funde aus späteren Epochen (Bronzezeit, Eisenzeit, La-Tène-Zeit, Hallstattzeit) legen eine durchgängige Besiedlung des uralten Siedlungsplatzes nahe. Zur Zeit der Römer befand sich eine Villa rustica im Gewann Risselberg nahe der Römerstraße von Stettfeld zum Kastell Böckingen.
Die Namensendung -ingen lässt auf die Gründung des heutigen Ortes zur Zeit der Völkerwanderung schließen, wohl während der alemannischen oder fränkischen Landnahme im frühen Mittelalter. Frühmittelalterliche Siedlungsspuren im Bereich des heutigen Friedhofs sowie der Fund fränkischer Reihengräber beim Pfaffenberg belegen eine Siedlung zwischen dem 6. und 8. Jahrhundert.
Die erste urkundliche Erwähnung von Eppingen erfolgte im Jahr 985, als Besitz in Epbingon durch Otto III. dem Bistum Worms geschenkt wurde. Im 11. Jahrhundert war Eppingen im salischen, im 12. Jahrhundert im staufischen Besitz. Im Jahr 1188 wurde Eppingen im Seligenstädter Vertrag als befestigter Ort (burgus) erwähnt.
Aus einer im Jahre 1234 von Kaiser Friedrich II. in Apricena ausgestellten Urkunde lässt sich ableiten, dass Eppingen vor 1220 an Markgraf Hermann V. von Baden als Pfandgut übergeben wurde und zu diesem Zeitpunkt bereits zur Stadt (civitas) erhoben war.  Das älteste Stadtrechtsprivileg, mit dem der Stadt Eppingen durch Albrecht I. die Rechte der Stadt Heilbronn verliehen wurden, datiert auf 1303.
Ein Ortsadel von Eppingen wird zwar im 12. und 13. Jahrhundert erwähnt, spielte aber in Eppingen selbst keine bedeutende Rolle, sondern wird vielmehr im Zusammenhang mit dem Deutschen Orden in Ost- und Westpreußen genannt. Zwischen 1295 und 1314 war Eppingen Witwensitz der Adelheid von Ochsenstein, der Witwe des Markgrafen Rudolf II., die zu jener Zeit auch die Ortsherrschaft hatte. 1364 und 1413 wird von einer Burg oder einem Schloss in Eppingen berichtet, aus späterer Zeit fehlen jedoch Nachrichten über diesen Herrensitz.

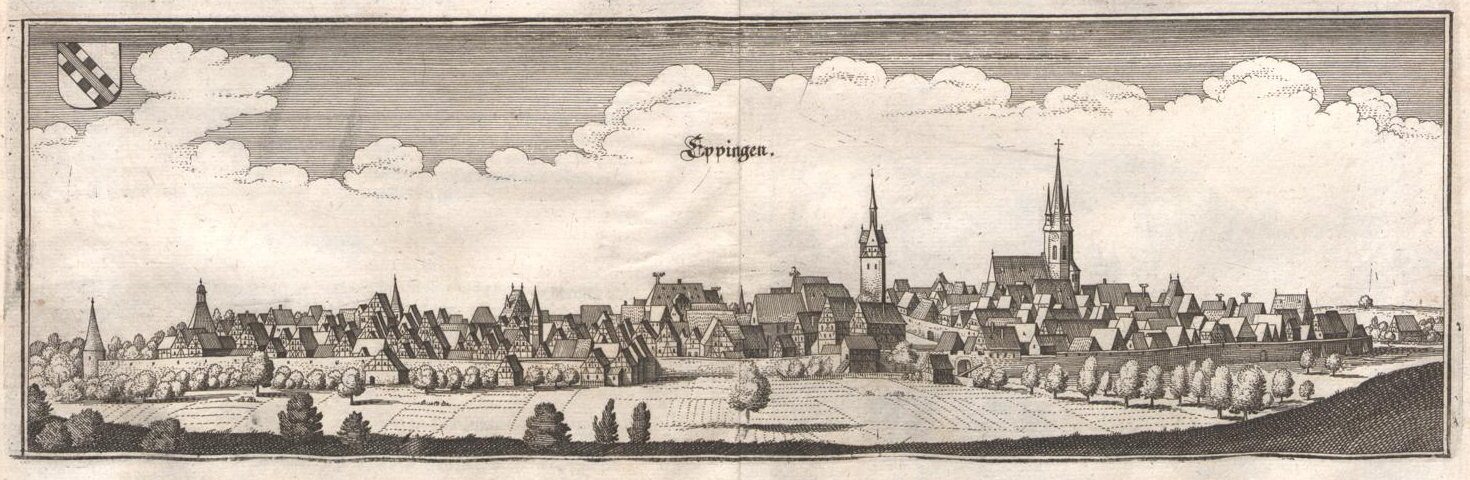
Eppingen um 1645 in Matthäus Merians Topographia Palatinatus Rheni

Die Stadt Eppingen konnte 1365 den Nachbarort Nieder-Mühlbach und 1372 Ober-Mühlbach erwerben. 1421 wurde erstmals eine Lateinschule erwähnt. 1435 war die Grundsteinlegung einer neuen, größeren Pfarrkirche. Im Jahr 1462 fiel die Stadt Eppingen nach dem Sieg der Kurpfalz über die Markgrafschaft Baden in der Schlacht bei Seckenheim an die Kurpfalz, wo die Stadt dem Oberamt Bretten zugeteilt wurde. Von 1469/70 war die Stadt an Hans den Reichen und seine Schwester Metz von Gemmingen verpfändet, die 1473 die Kapelle auf dem Ottilienberg stifteten. Die Herren von Gemmingen blieben bis etwa 1520 im Besitz des Pfands. Beginnend mit dieser Zeit erlebte die Stadt eine Blüte, von der heute noch stattliche Gebäude künden. 1564/65 war die Alte Universität Ausweichquartier der Universität Heidelberg.

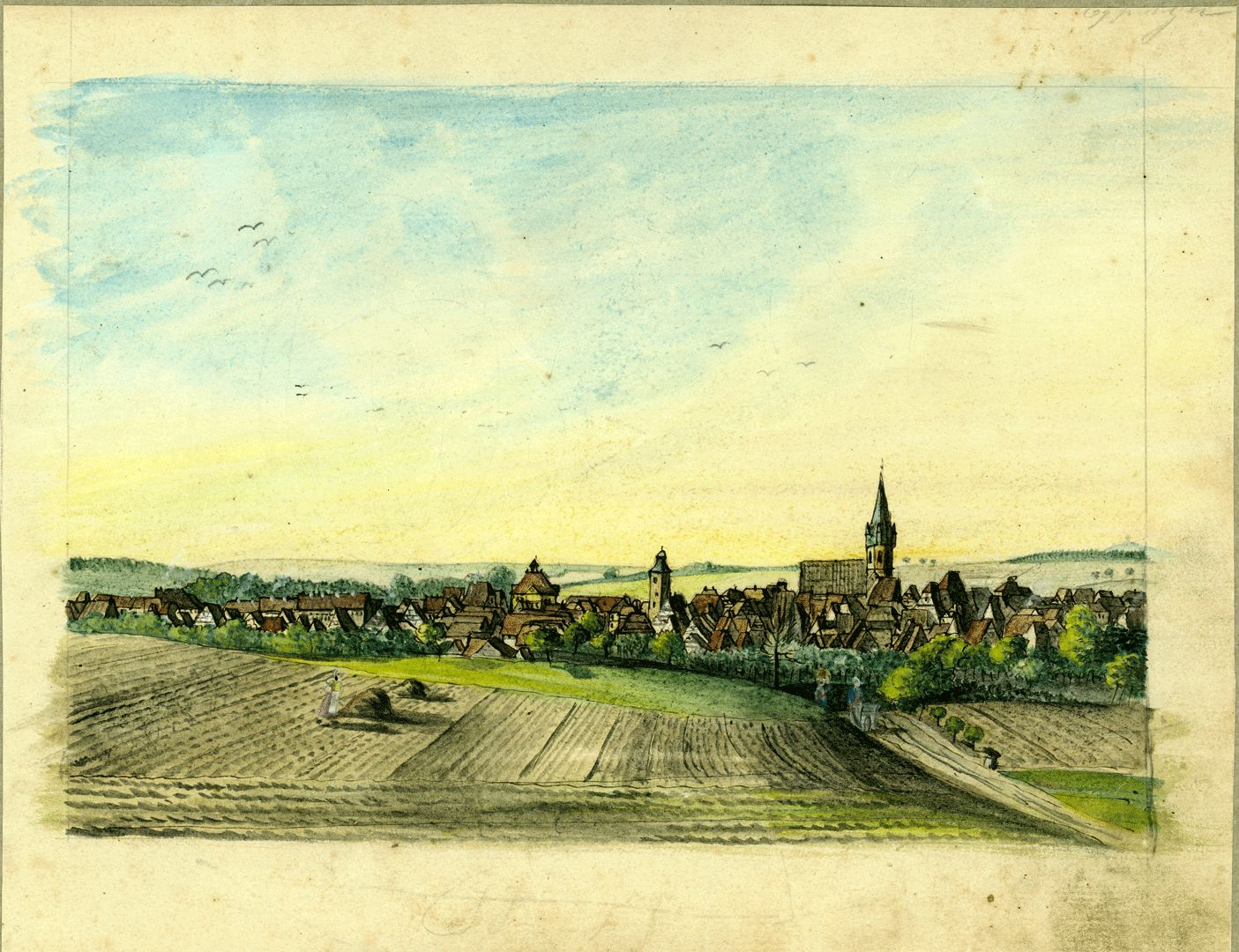
Eppingen von Südosten, Aquarell um 1850

Obwohl sich viel historischer Baubestand in Eppingen erhalten hat, hatte die Stadt durchaus unter den Kriegen des 16. bis 18. Jahrhunderts zu leiden. Im Bauernkrieg wurde die Stadt von Truppen des Schwäbischen Bundes gebrandschatzt, weil von Eppingen die Zerstörung der Burg Steinsberg unter Anton Eisenhut ausgegangen war. Im Dreißigjährigen Krieg ereignete sich neben verschiedenen Truppendurchzügen und Plünderungen 1645 die Schlacht bei Eppingen, nach der die Stadt von bayerischen Truppen besetzt wurde. Ab 1693 befand sich zwischen Eppingen und Stebbach das Hauptlager der deutschen Reichsarmee im Pfälzischen Erbfolgekrieg. Dieses stand unter dem Befehl des Markgrafen Ludwig Wilhelm von Baden. Von 1695 bis 1697 erfolgte die Errichtung der Eppinger Linien zur Abwehr der Franzoseneinfälle.
Der älteste Siedlungskern der Stadt ist die Altstadt um Altstadtstraße und Kirchgasse, die nach Osten hin vom Bogen der Elsenz begrenzt wurde und bereits im Mittelalter ummauert war. Bis ins 17. Jahrhundert war bereits die sich nach Südwesten hin längs der Brettener Straße erstreckende Vorstadt entstanden, die ebenfalls von einer mit Türmen und Toren bewehrten Mauer umgeben war. Wichtige Zugänge zur Stadt waren die nahe beieinander liegenden Tore Obertor und Stadttor im Bereich des heutigen Rathauses und des nahen Pfeifferturms. Der nördliche Teil der Altstadt ist das Linsenviertel, eine ärmliche Tagelöhnersiedlung mit Spitalbau.

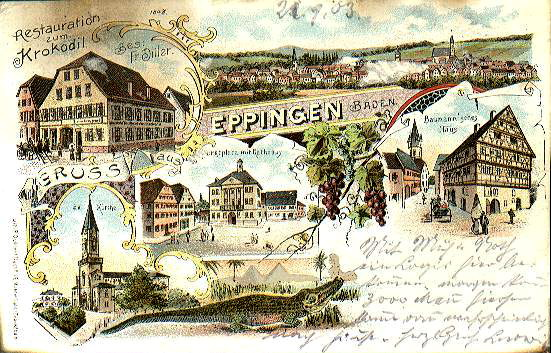
Eppingen 1903

### 19. bis 21. Jahrhundert
Im Jahr 1803 fiel Eppingen an das Land Baden, wo es 1813 Sitz des Bezirksamtes Eppingen wurde. Die Stadt erhielt dadurch eine wichtige Zentralfunktion für die umliegenden Orte. Die nachfolgende Zeit war eine Epoche des Städtebaus, die Eppingen über die Grenzen seiner Stadtmauern hinauswachsen ließ und bis heute prägt. 1823 entstand anstelle der Kelter am Obertor das Rathaus, wenig später die gleichartig großzügig gestalteten bäuerlichen Modellhäuser an den drei Straßen nach Adelshofen, Bretten und Rappenau. Ab 1859 erweiterte man die Stadt nach Nordwesten um das neoklassizistische Schul- und Behördenviertel längs der Kaiserstraße. Die Stadt unterhielt mit der Landwirtschaftsschule Eppingen die zweitälteste Landwirtschaftsschule in Baden. Ende des 19. Jahrhunderts wurde Eppingen an das Eisenbahnnetz (1879 Richtung Karlsruhe, 1880 Richtung Heilbronn, 1899 Richtung Heidelberg) angeschlossen.
Im Rahmen einer Verwaltungsneuorganisation wurde 1924 das Bezirksamt Eppingen aufgelöst. Die Stadt wurde dem Bezirksamt Sinsheim zugeordnet.
Zur Zeit des Dritten Reiches galt Eppingen als NS-Hochburg. So wurde am 13. März 1933, nur sechs Wochen nach der hitlerschen Machtergreifung, vom Gemeinderat die Ernennung Adolf Hitlers zum Ehrenbürger der Stadt und die Umbenennung der „Brettener Straße“ in „Adolf-Hitler-Straße“ veranlasst. Dies wurde damit begründet, dass nahezu zwei Drittel der Eppinger Bürger für die NSDAP gestimmt hätten. In der Reichstagswahl vom 5. März 1933 wählten 1173 der 1959 Eppinger nationalsozialistisch. Neben Hitler waren die ersten Ehrenbürger der Stadt die NS-Politiker Walter Köhler und Robert Wagner. Im Zweiten Weltkrieg erfolgten durch Beschuss und Fliegerangriffe erhebliche Gebäudeschäden, rund 100 der Gebäude Eppingens wurden total, rund 100 weitere Gebäude mittel bis schwer beschädigt.
Die „Wirtschaftswunder“jahre der Nachkriegszeit brachten auch der Stadt Eppingen strukturelle Veränderungen durch Erschließung neuer Wohn- und Gewerbegebiete – außerdem kamen verstärkt „Gastarbeiter“ und andere Einwanderer in den Ort. Die größten Migrantengruppen kommen heute aus der Türkei und Kasachstan, wobei es sich bei letzteren vorwiegend um deutschstämmige Spätaussiedler handelt, außerdem ist in Eppingen eine der größten portugiesischen Gemeinden der Region beheimatet.
1971 und 1972 wurden insgesamt sechs umliegende Gemeinden (fünf Gemeinden des Landkreises Sinsheim und die Stadt Kleingartach, die bis dahin zum Landkreis Heilbronn gehört hatte) nach Eppingen eingegliedert. Die vergrößerte Stadt Eppingen gehörte zunächst noch weiterhin zum Landkreis Sinsheim, der dann aber im Rahmen der Kreisreform zum 1. Januar 1973 aufgelöst wurde. Eppingen wurde dem Landkreis Heilbronn, der zum Regierungsbezirk Stuttgart gehört, zugeordnet. Damit wird die ehemals badische Stadt Eppingen nunmehr vom württembergischen Stuttgart aus verwaltet. Für die Zuordnung zum Beispiel der Kirchen und der Sportvereine hatte dies aber keine Auswirkung, da diese jeweils noch den „badischen“ Dachverbänden (Bistum, Landeskirche, Sportkreis) angehören.
Im Jahr 2000 überschritt die Einwohnerzahl der Stadt Eppingen die 20.000-Einwohner-Grenze. 2001 stellte die Stadtverwaltung den Antrag auf Erhebung zur Großen Kreisstadt, was die baden-württembergische Landesregierung mit Wirkung vom 1. Januar 2002 beschloss.

### Religionen

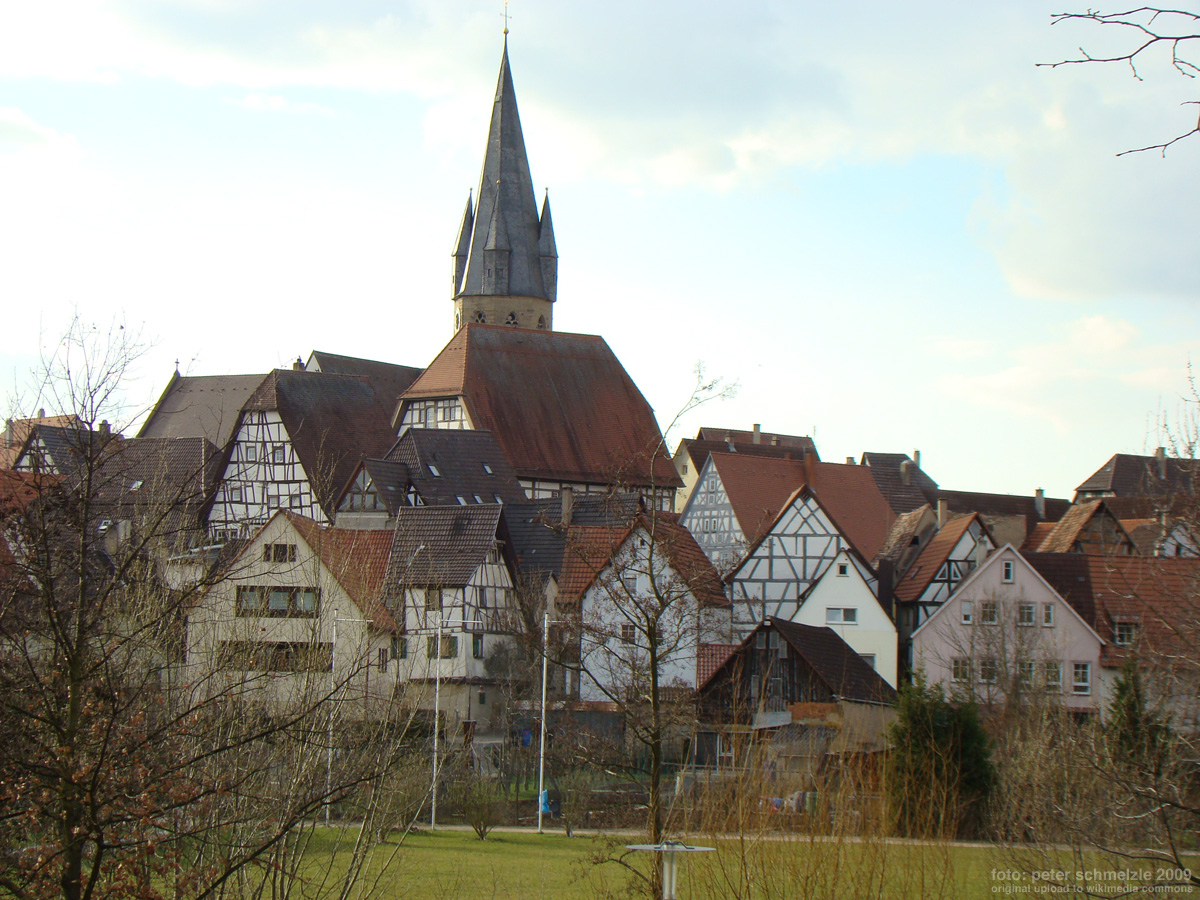
Blick über die Altstadt mit der katholischen Pfarrkirche Unsere Liebe Frau

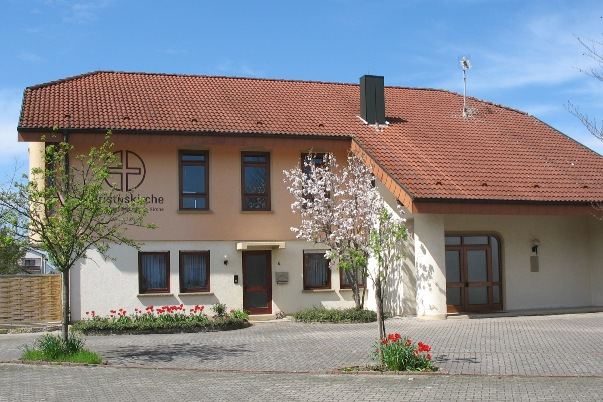
Evangelisch-methodistische Christuskirche im Südring

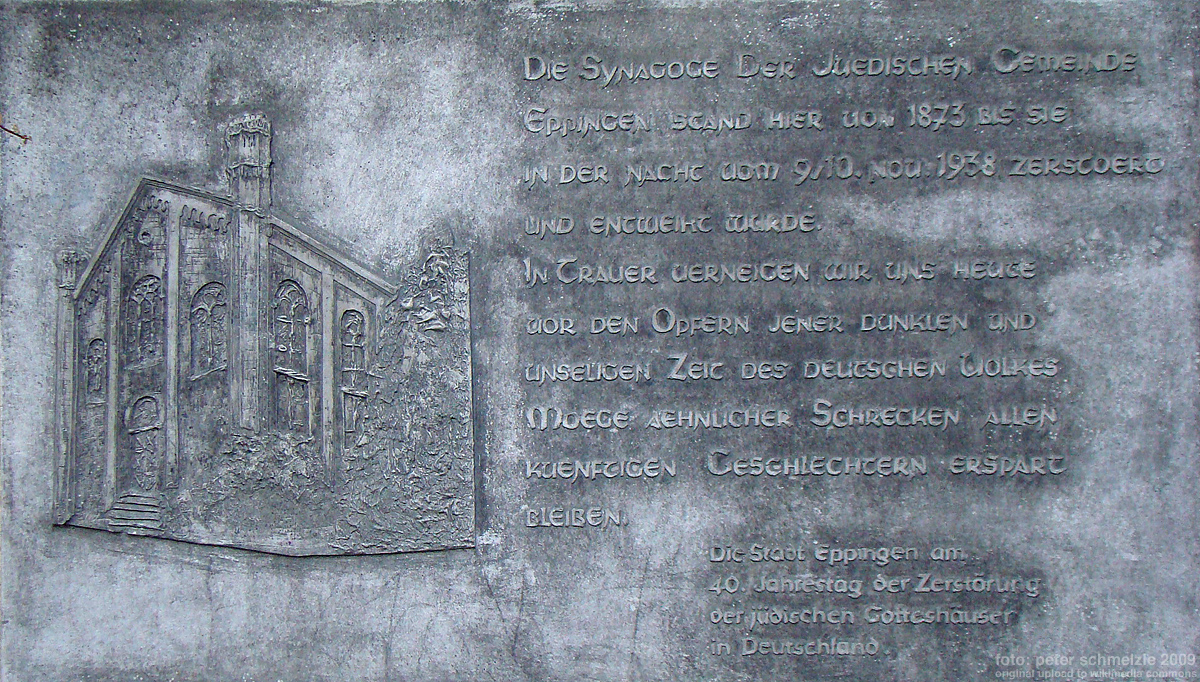
Gedenktafel am Platz der Neuen Synagoge

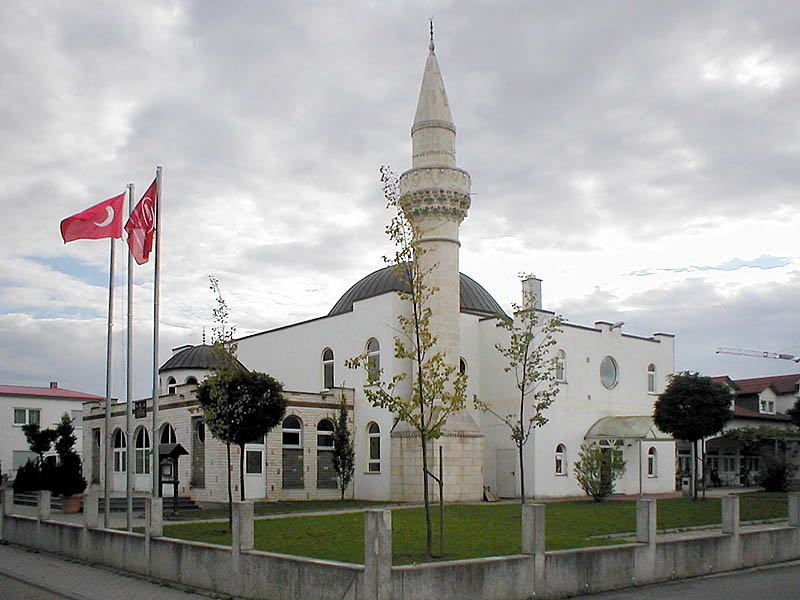
Mevlana-Moschee

Das Gebiet der Stadt Eppingen gehörte ab dem 11. Jahrhundert zum Bistum Speyer. Als 1555 die Reformation in der Kurpfalz eingeführt wurde, konnte sich das lutherische Bekenntnis durchsetzen, doch wurde 1562 durch den Landesherrn das reformierte Bekenntnis eingeführt. Danach war Eppingen längere Zeit überwiegend protestantisch, wechselte – je nach Landesherrn („cuius regio – eius religio“) – jedoch insgesamt elfmal das Bekenntnis. Seit 1698 gab es jedoch wieder katholische Geistliche in Eppingen, nachdem es auch vorher vereinzelt Katholiken gegeben hatte, die jedoch von benachbarten Pfarrern betreut wurden.
1707 wurde die Pfarrkirche Unsere Liebe Frau, die einzige Pfarrkirche der Stadt, geteilt. Die Reformierten erhielten das Langhaus, die Katholiken den Chor. Um 1750 gab es auch wieder Lutheraner, welche die Peterskapelle für ihre Gottesdienste nutzen konnten. Beide protestantischen Gemeinden vereinigten sich nach dem Übergang an Baden 1821 zur evangelisch-protestantischen Gemeinde Eppingen, die Glied der Evangelischen Landeskirche in Baden wurde. Eppingen wurde Sitz eines Dekanats, das später aufgelöst, dann als Kirchenbezirk Eppingen-Bad Rappenau wieder neu gegründet wurde. Dieser fusionierte zum 1. Januar 2005 mit dem Kirchenbezirk Sinsheim zum Kirchenbezirk Kraichgau. 1878 erbaute sich die protestantische Gemeinde Eppingen die heutige neuromanische Kirche an der Kaiserstraße. Seither gehört die Stadtkirche ganz den Katholiken. Evangelische Kirchengemeinden und Kirchen gibt es auch in den Eppinger Stadtteilen Adelshofen, Elsenz, Kleingartach, Mühlbach und Richen. Die Kirchengemeinde im Stadtteil Kleingartach gehört als einzige im Eppinger Stadtgebiet zur Evangelischen Landeskirche in Württemberg (Dekanat Brackenheim). Ein freies Missionswerk innerhalb der Landeskirche ist die Kommunität Adelshofen mit dem Lebenszentrum Adelshofen und einem Theologischen Seminar.
Die Katholiken Eppingens gehörten bis 1810 weiterhin zum Bistum Speyer und ab 1810 zum Generalvikariat Bruchsal, das für das gesamte rechtsrheinische Gebiet der ehemaligen Hochstifte Speyer, Mainz und Worms zuständig war. 1821 wurde dann das Erzbistum Freiburg als neues Bistum für das Großherzogtum Baden gegründet, und 1827 nahm der erste Erzbischof sein Amt auf. Seither gehörte Eppingen mit seinem gesamten Umland zu diesem Erzbistum. In Eppingen befand sich bis zum 31. Dezember 2007 der Sitz des Dekanats Bretten, zu dem 15 Pfarrgemeinden gehörten. Seit 2008 gehört Eppingen zum Dekanat Kraichgau mit Sitz in Sinsheim. Die Pfarrgemeinde Unsere Liebe Frau Eppingen mit Filialgemeinde Mariä Schmerzen Mühlbach bildet mit den Pfarrgemeinden St. Valentin Rohrbach, Mariä Geburt Richen und St. Marien Gemmingen/Stebbach die Seelsorgeeinheit Eppingen. Die Pfarrgemeinde Heilige Dreifaltigkeit Elsenz bildet mit den Kraichtaler Pfarrgemeinden die Seelsorgeeinheit Kraichtal-Elsenz.
Seit 1901 gibt es in Eppingen eine Gemeinde der Evangelisch-methodistischen Kirche, die (seit 1971) zum Gemeindebezirk Eppingen/Sinsheim gehört. Seit 1865 waren Prediger der damaligen Evangelischen Gemeinschaft zunächst vom Zabergäu, später von Bretten aus in Eppingen tätig gewesen. 1901 wurde in Mühlbach die erste Kapelle gebaut, 1903 folgte der Bau der Friedenskirche in Eppingen. Als gemeinsame Kirche der evangelisch-methodistischen Christen in Eppingen, Adelshofen, Mühlbach und Ochsenburg entstand die 1985 eingeweihte Christuskirche.
Eine Jüdische Gemeinde in Eppingen ist bereits im 14. Jahrhundert belegt. Eine größere Gemeinde bildete sich nach dem Dreißigjährigen Krieg und wuchs bis 1736 auf zehn Familien mit zusammen 54 Personen an. 1749 wird erstmals eine Judenschule genannt, die 1772 durch einen Neubau in der Küfergasse 2 (heutige Alte Synagoge) ersetzt wurde. 1818/19 wurde auf der Kuppe des Hellberges ein jüdischer Friedhof eingerichtet. Die größte Ausdehnung hatte die jüdische Gemeinde im Jahr 1839 mit 222 Personen, sank dann aber durch Aus- und Abwanderung wieder stark ab. Die Gemeinde war ab 1827 dem Rabbinat Sinsheim, ab 1877 dem Rabbinat Bretten zugeordnet. 1872/73 wurde eine neue Synagoge an der Kaiserstraße erbaut. 1875 wurden 147 Personen gezählt, 1900 waren es noch 124 Personen, 1925 noch 71 und 1933 noch 60. Die neue Synagoge wurde 1938 niedergebrannt und 1940 abgerissen. Bis 1940 waren die meisten Eppinger Juden ausgewandert oder in größere Städte verzogen. Die letzten vier Eppinger Juden fielen 1940/42 der Deportation deutscher Juden zum Opfer.
Auch die Neuapostolische Kirche ist in Eppingen vertreten. Seit 2003 unterhält der Islamisch-Türkische Verein die Mevlana-Moschee in der Stadt.

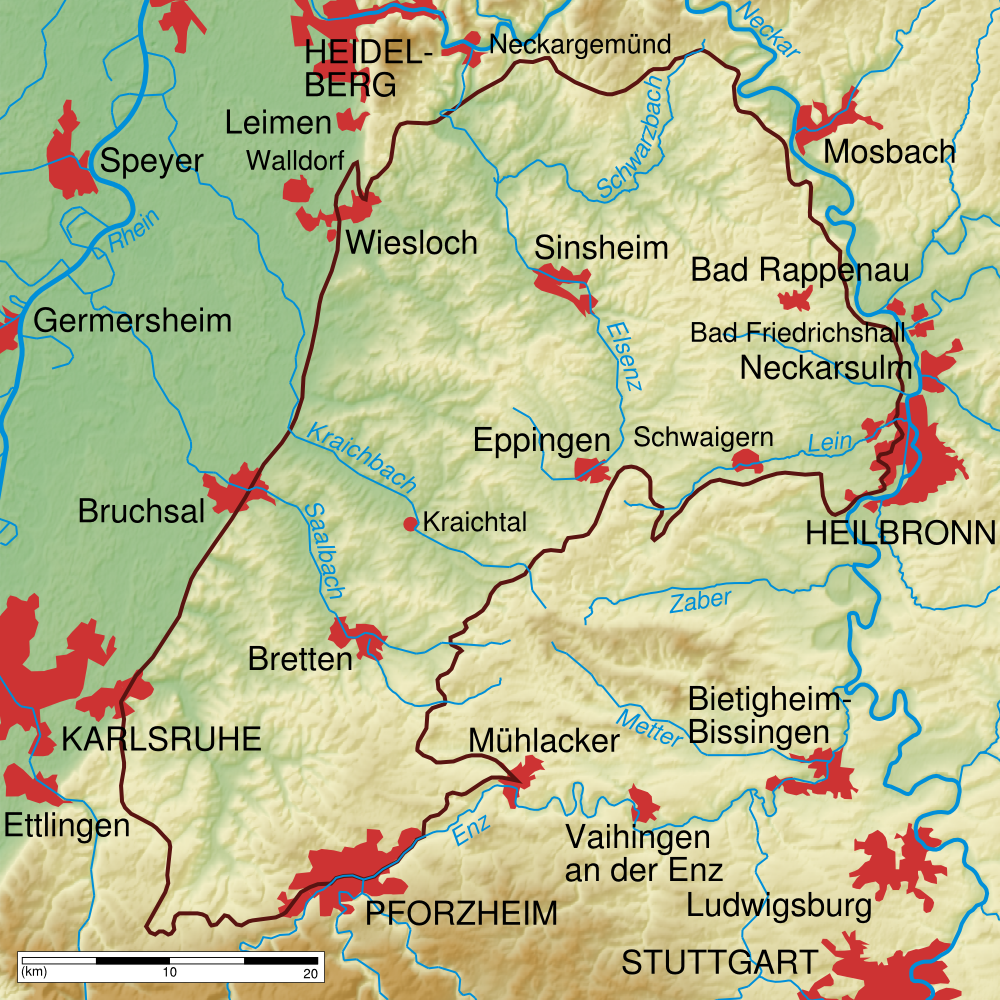
In der Mitte des Kraichgaus

### Eingemeindungen
Folgende Städte und Gemeinden wurden nach Eppingen eingegliedert:
- 1. Juli 1971: Adelshofen[13]
- 1. Dezember 1971: Elsenz, Richen und Rohrbach am Gießhübel sowie Stadt Kleingartach (Landkreis Heilbronn)[13]
- 1. November 1972: Mühlbach (der Ort, ursprünglich aus Ober- und Niedermühlbach bestehend, gehörte schon seit 1363/72 zu Eppingen und wurde erst nach dem Übergang an Baden zu Anfang des 19. Jahrhunderts eine selbständige Gemeinde)[13]

### Einwohnerentwicklung
Einwohnerzahlen nach dem jeweiligen Gebietsstand. Die Zahlen sind Schätzungen, Volkszählungsergebnisse (¹) oder amtliche Fortschreibungen der jeweiligen Statistischen Ämter (nur Hauptwohnsitze). Der starke Anstieg der Einwohnerzahlen zwischen 1970 und 1975 erklärt sich durch die Eingemeindung von sechs vormals selbstständigen Städten und Gemeinden.

Einwohnerentwicklung zwischen 1778 und 2016

| Jahr               | Einwohner |
| ------------------ | --------- |
| 1778               | 1570      |
| 1809               | 2320      |
| 1825               | 2750      |
| 1852               | 3266      |
| 1855               | 3016      |
| 3. Dezember 1858   | 3116      |
| 1. Dezember 1871   | 3337      |
| 1. Dezember 1880 ¹ | 3621      |
| 1. Dezember 1890 ¹ | 3546      |
| 1. Dezember 1900 ¹ | 3467      |
| 1. Dezember 1910 ¹ | 3402      |
| 8. Oktober 1919 ¹  | 3372      |
| 16. Juni 1925 ¹    | 3389      |
| 16. Juni 1933 ¹    | 3506      |
| 17. Mai 1939 ¹     | 3.416     |

| Jahr                 | Einwohner |
| -------------------- | --------- |
| 31. Dezember 1945    | 3.863     |
| 13. September 1950 ¹ | 4.891     |
| 6. Juni 1961 ¹       | 5.501     |
| 27. Mai 1970 ¹       | 6.708     |
| 31. Dezember 1975    | 14.870    |
| 31. Dezember 1980    | 14.833    |
| 25. Mai 1987 ¹       | 15.462    |
| 31. Dezember 1990    | 16.418    |
| 31. Dezember 1995    | 18.688    |
| 31. Dezember 2000    | 20.257    |
| 31. Dezember 2005    | 21.626    |
| 31. Dezember 2010    | 21.388    |
| 31. Dezember 2015    | 21.312    |
| 31. Dezember 2020    | 22.024    |
| 30. September 2022   | 22.198    |

¹ Volkszählungsergebnis

## Politik

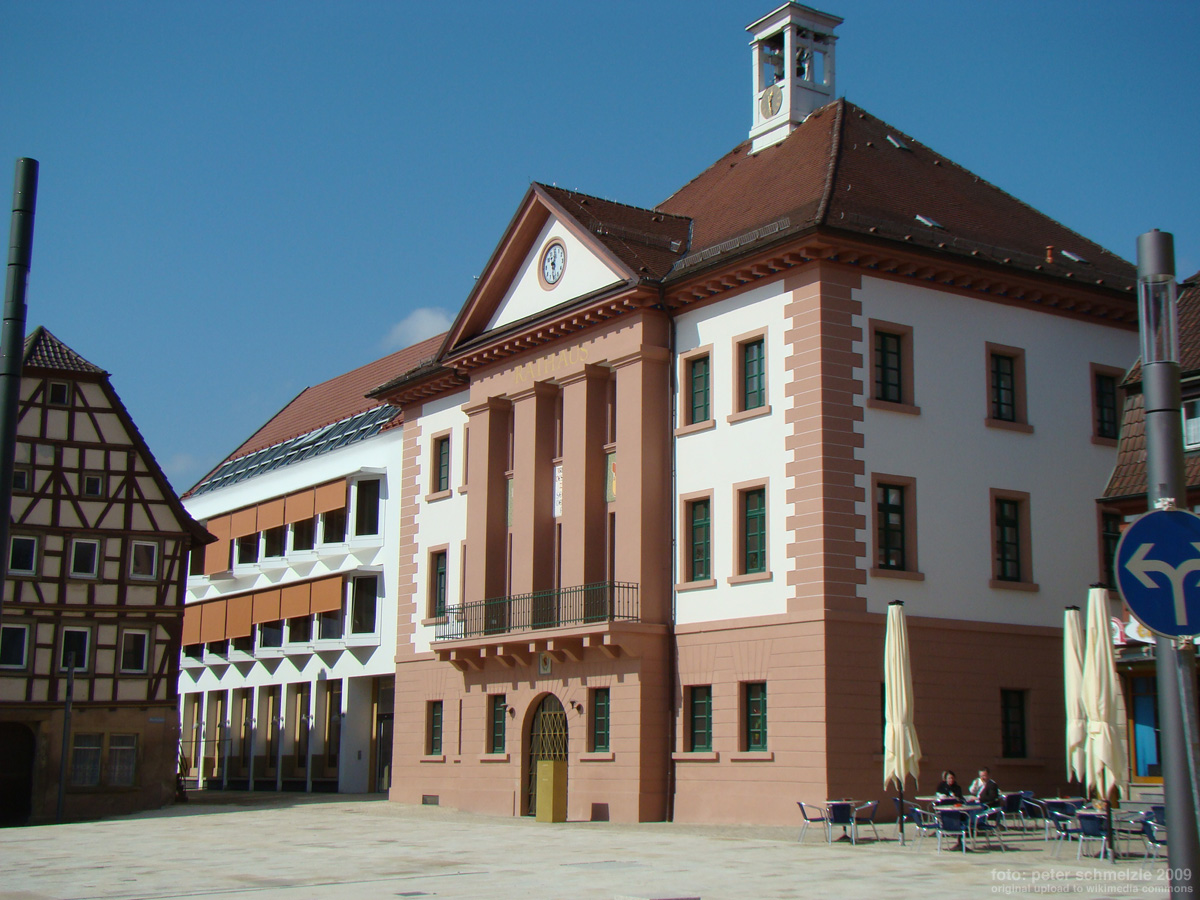
Rathaus

### Gemeinderat und Ortschaftsräte
Der Gemeinderat der Stadt Eppingen umfasst derzeit 33 ehrenamtliche Mitglieder, die von der wahlberechtigten Bevölkerung für eine Amtszeit von fünf Jahren gewählt werden, sowie den Bürgermeister als ebenfalls stimmberechtigtem Vorsitzenden. Er wird nach dem Verfahren der unechten Teilortswahl gewählt, das den sieben Stadtteilen Eppingens jeweils eine bestimmte Anzahl an Sitzen im Gemeinderat garantiert, wodurch sich die Gesamtzahl der Mitglieder jedoch durch Ausgleichsmandate verändern kann; so hatte der Gemeinderat beispielsweise nach der Wahl 2014 27 Mitglieder und nach der Wahl 2019 29 Mitglieder. Die letzte Wahl vom 9. Juni 2024 führte zu folgendem Ergebnis (im Vergleich zum Ergebnis der vorletzten Wahl 2019):
| Partei / Liste           | Stimmenanteil | +/− %p | Sitze | +/− |
| CDU                      | 27,5 %        | −4,6   | 9     | ±0  |
| SPD                      | 19,0 %        | −4,9   | 6     | −1  |
| FBW                      | 26,5 %        | −0,4   | 9     | +1  |
| GRÜNE                    | 9,0 %         | −8,0   | 3     | −2  |
| FDP                      | 5,7 %         | +5,7   | 2     | +2  |
| Miteinander für Eppingen | 7,4 %         | +7,4   | 2     | +2  |
| Norbert Müller           | 1,7 %         | +1,7   | 1     | +1  |
| Initiative Gemeinderat   | 2,8 %         | +2,8   | 1     | +1  |
| Bündnis Deutschland      | 0,5 %         | +0,5   | 0     | ±0  |
| Gesamt                   | 100 %         |        | 33    |     |
| Wahlbeteiligung: 59,3 %  |               |        |       |     |

Darüber hinaus gibt es in den Stadtteilen Adelshofen, Elsenz, Kleingartach, Mühlbach, Richen und Rohrbach jeweils einen eigenen Ortschaftsrat, dessen Mitglieder ebenfalls bei den Kommunalwahlen für eine Amtszeit von fünf Jahren gewählt werden, sowie einen Ortsvorsteher.

### Bürgermeister
An der Spitze der Stadt Eppingen stand zunächst der Schultheiß, der vom Landesherrn eingesetzt wurde. Daneben gab es einen von den Bürgern gewählten Bürgermeister. Ferner gab es einen Rat, der im 18. Jahrhundert aus einem Stadt- und einem Anwaltschultheißen sowie sechs Ratsverwandten und einem Stadtschreiber bestand. Im 19. und 20. Jahrhundert leitete der Bürgermeister die Stadtverwaltung. Seit der Erhebung zur Großen Kreisstadt zum 1. Januar 2002 trägt das Stadtoberhaupt die Amtsbezeichnung Oberbürgermeister. Ihm steht ein Beigeordneter mit der Amtsbezeichnung Bürgermeister zur Seite.
Stadtoberhäupter seit 1903:
- 1903–1933: Albert Wirth (Bürgermeister)
- 1933–1936: Karl Doll (Bürgermeister)
- 1937–1945: Karl Zutavern (Bürgermeister)
- 1945–1948: Jakob Dörr (Bürgermeister)
- 1948–1966: Karl Thomä (Bürgermeister)
- 1966–1980: Rüdiger Peuckert (Bürgermeister)
- 1980–2004: Erich Pretz (Bürgermeister, ab 1. Januar 2002 Oberbürgermeister)
- seit 2004: Klaus Holaschke (Oberbürgermeister)

### Wappen und Flagge
Das Wappen und die Flagge wurden der Stadt Eppingen am 14. Februar 1958 vom Ministerium des Inneren Baden-Württemberg verliehen.
| Wappen von Eppingen | Blasonierung: „In gespaltenem Schild vorne in Gold ein roter Schrägbalken, hinten in Schwarz ein rot bewehrter und rot bezungter goldener Adler.“ |
| Wappen von Eppingen | Wappenbegründung: Der Schrägbalken, das Wappen Badens, ist schon in einem Eppinger Siegel von 1454 nachweisbar und war bis ins 19. Jahrhundert trotz Zugehörigkeit zur Kurpfalz das alleinige Wappen Eppingens. Nur in der zweiten Hälfte des 19. Jahrhunderts führte Eppingen kurze Zeit ein anderes Siegelbild. Zur Unterscheidung wurde später der Reichsadler als Symbol des ehemaligen Reichsdorfs Eppingen in umgekehrten Reichsfarben in die hintere Schildhälfte des Wappens aufgenommen. |

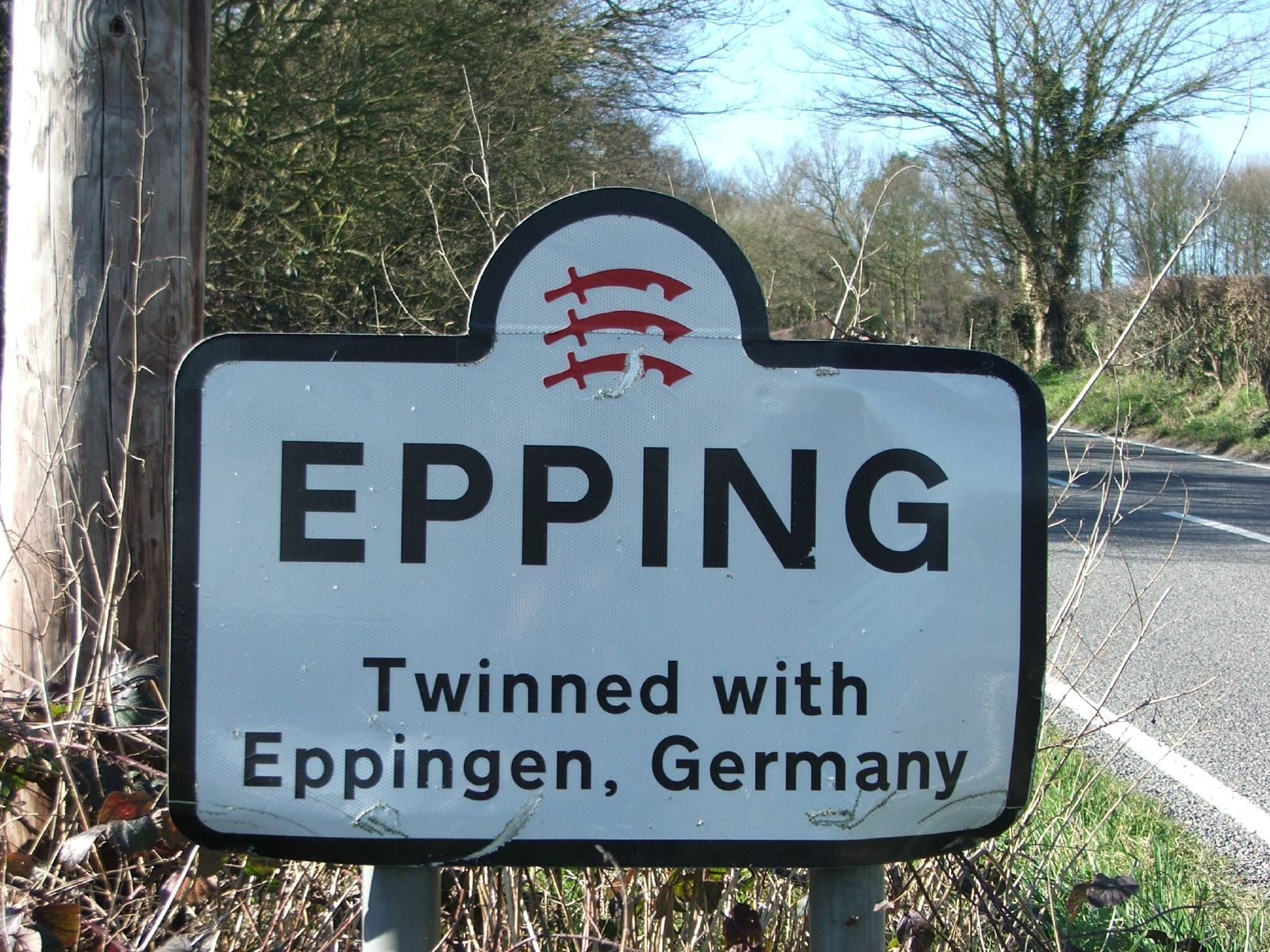
Ortsschild der englischen Partnerstadt Epping

Die Stadtflagge ist Rot-Gelb.

### Städtepartnerschaften
Eppingen unterhält mit folgenden Städten eine Städtepartnerschaft:
- Wassy, Frankreich (seit 1967)
- Epping, Vereinigtes Königreich (seit 1981)
- Szigetvár (Inselburg), Ungarn (seit 1992)

## Kultur und Sehenswürdigkeiten
Eppingen liegt an der südlichsten der neun Routen der Deutschen Fachwerkstraße, die an vielen Sehenswürdigkeiten vorbeiführt.

### Bauwerke

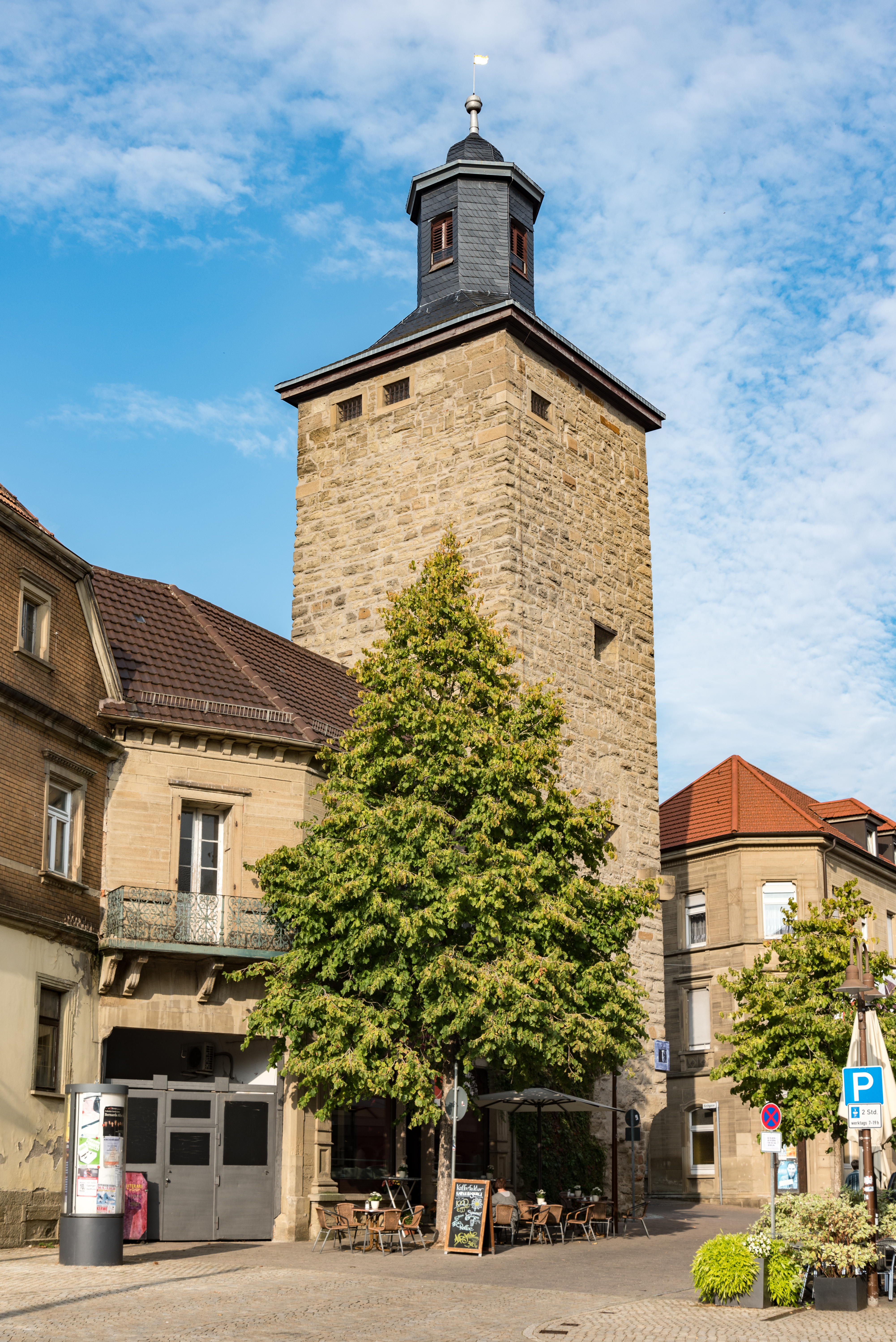
Pfeifferturm

Im historischen Stadtkern von Eppingen, der seit 1983 als Gesamtanlage unter Denkmalschutz steht, sind zahlreiche Baudenkmäler erhalten. Die Liste der Kulturdenkmale in Eppingen nennt viele Objekte im Stadtgebiet.
- Der Pfeifferturm aus dem 13. Jahrhundert gilt als Wahrzeichen der Stadt. Der auf einer quadratischen Grundfläche von 6,90 m Kantenlänge erbaute 22 m hohe Turm steht auf 2 m starken Fundamentmauern, die sich bis nach oben auf 60 cm verdünnen. Der Turm war von 1829 bis 1859 Amtsgefängnis.
- Katholische Pfarrkirche Unsere Liebe Frau, erbaut am höchsten Punkt der Altstadt, enthält Wandmalereien um 1320 in der Turmkapelle. Das Langhaus der Kirche stammt aus dem Jahr 1435. Das Bauwerk wurde am 4. April 1945 durch Bombenabwurf schwer beschädigt und nach dem Krieg wiederhergestellt, 1969 bis 1974 um ein Querschiff erweitert.
- Die Katharinenkapelle wurde 1450 neben der Stadtkirche errichtet. Das Gebäude wurde säkularisiert und diente lange Zeit als Schule, weist aber noch ein spätgotisches Kreuzgewölbe auf. Seit 1991 schmückt die der Kirche zugewandte Fassade der ehemaligen Kapelle die 10 Meter breite Darstellung eines Totentanzes.
- Ein weiteres historisches Kirchengebäude am Rande der Altstadt ist das alte Diakonat, das auf eine um 1520 erbaute Peterskapelle zurückgeht und nach wechselhafter Verwendung u. a. als Stall, lutherische Kirche, Schule, Kindergarten und Bürogebäude in ein Wohn- und Geschäftshaus umgebaut werden soll.
- Die Alte Universität aus dem 15. Jahrhundert diente zunächst als spätmittelalterliches Kaufhaus mit Fleischhalle, Amtssaal, Getreidespeicher und Weinkeller. In den Pestjahren 1564/65 beherbergte es als Ausweichquartier eine Fakultät der Universität Heidelberg. Später war das Gebäude Wohnhaus, zeitweilig im 18. Jahrhundert vielleicht auch Judenschule, zumindest hat sich auch dieser Begriff für das Gebäude erhalten. Die Stadt Eppingen hat das Gebäude von den Besitzern zwischen 1965 und 1973 erworben und 1984 bis 1987 umfassend saniert. Heute ist dort ein Museum eingerichtet.
- Das Eppinger Rathaus am Marktplatz wurde 1824/25 nach Plänen des badischen Baurats Karl August Schwarz durch den Eppinger Werkmeister Franz Auchter im Weinbrenner-Stil errichtet. Südwestlich an das Gebäude schließt sich ein moderner Erweiterungsbau an.
- Das Schul- und Behördenviertel entstand 1859 bis 1910 in neoklassizistischem Stil. Das Ensemble aus Schulgebäuden, ehemaligen Amtsgericht und anderen öffentlichen Einrichtungen ist in Süddeutschland in dieser neoklassizistischen Form einmalig. Die benachbarte, von 1876 bis 1878 nach Plänen des Karlsruher Bauinspektors Ludwig Diemer entstandene[18] Evangelische Kirche rundet das Ensemble ab. Unterhalb der Kirche befand sich bis 1940 auch die Neue Synagoge der jüdischen Gemeinde, an die heute dort nur noch Gedenktafeln erinnern.

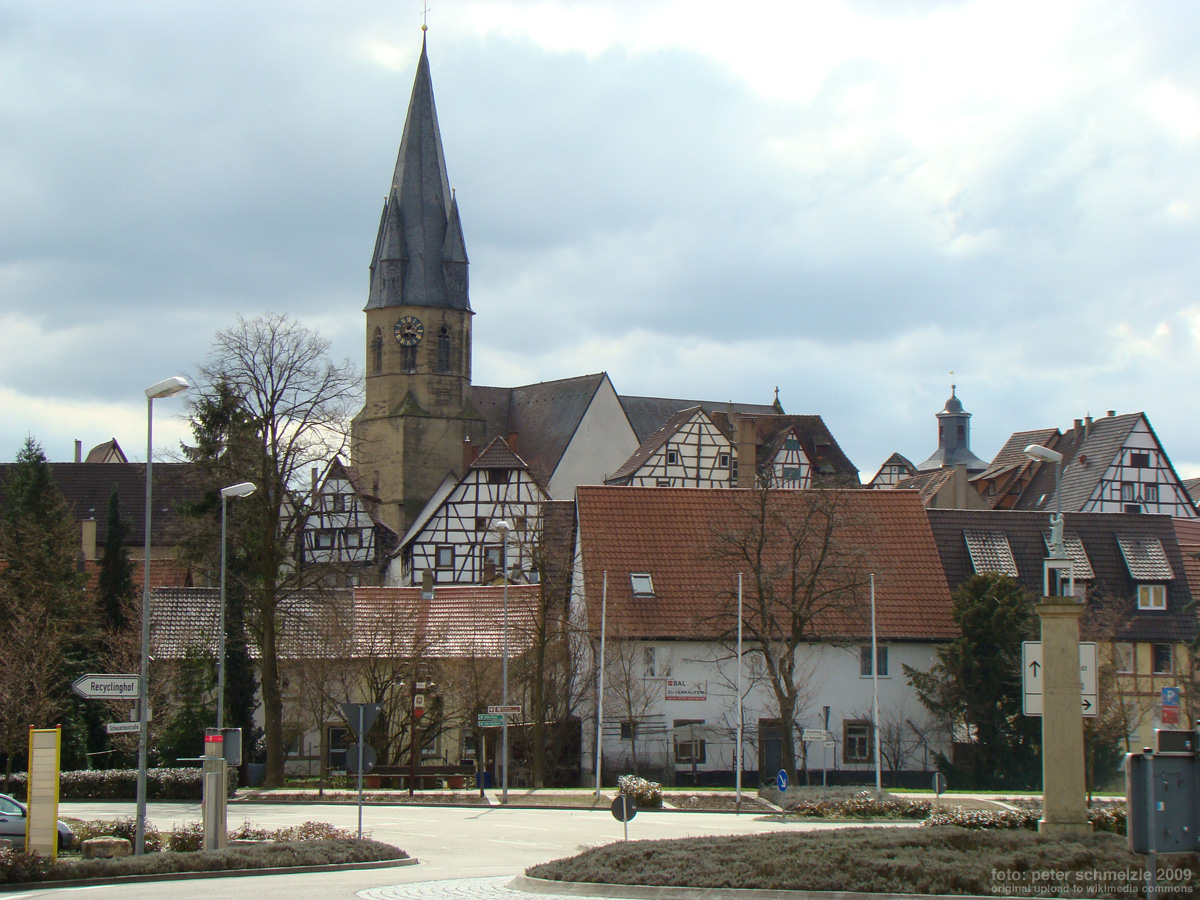
Katholische Stadtkirche
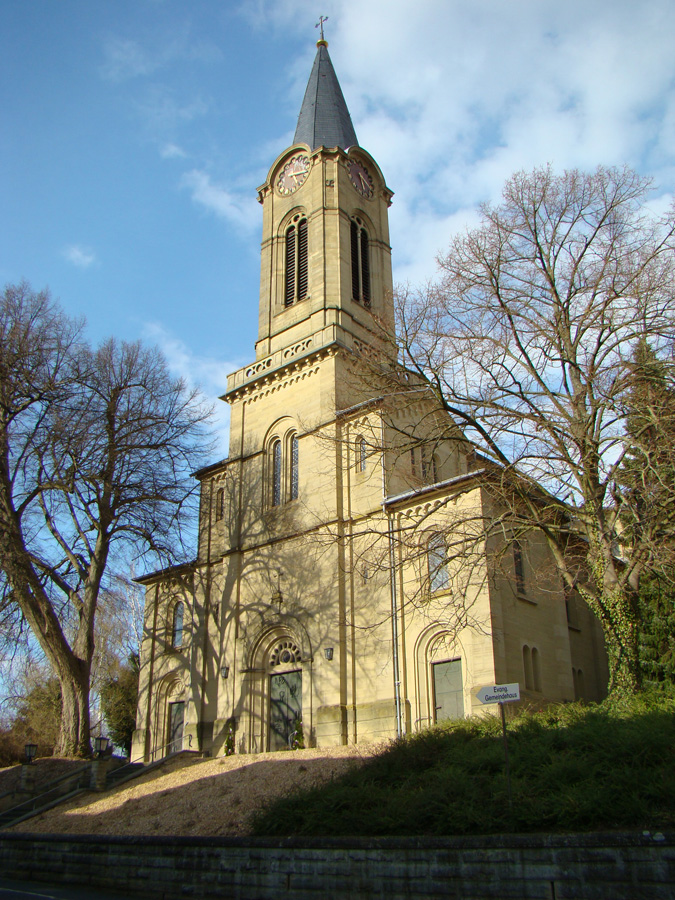
Evangelische Kirche
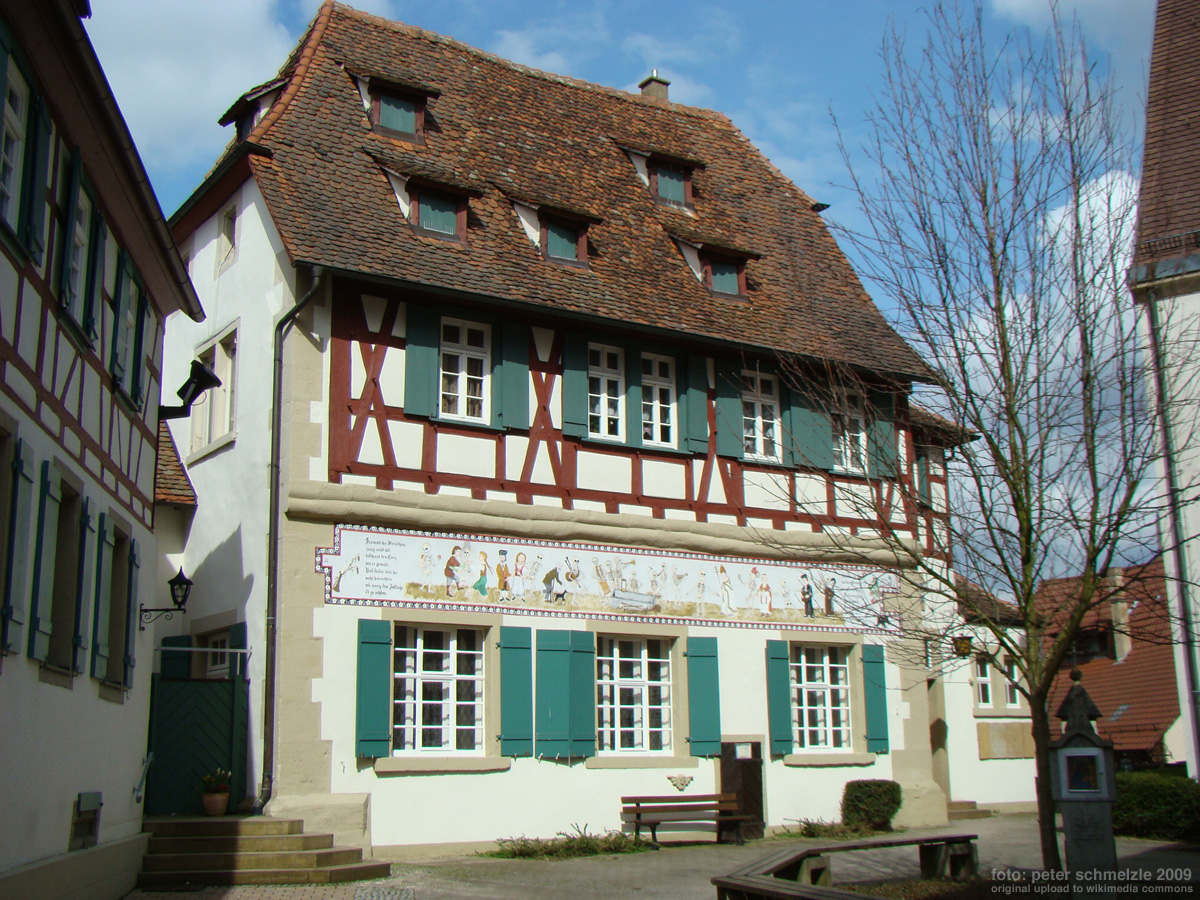
Ehemalige Katharinenkapelle
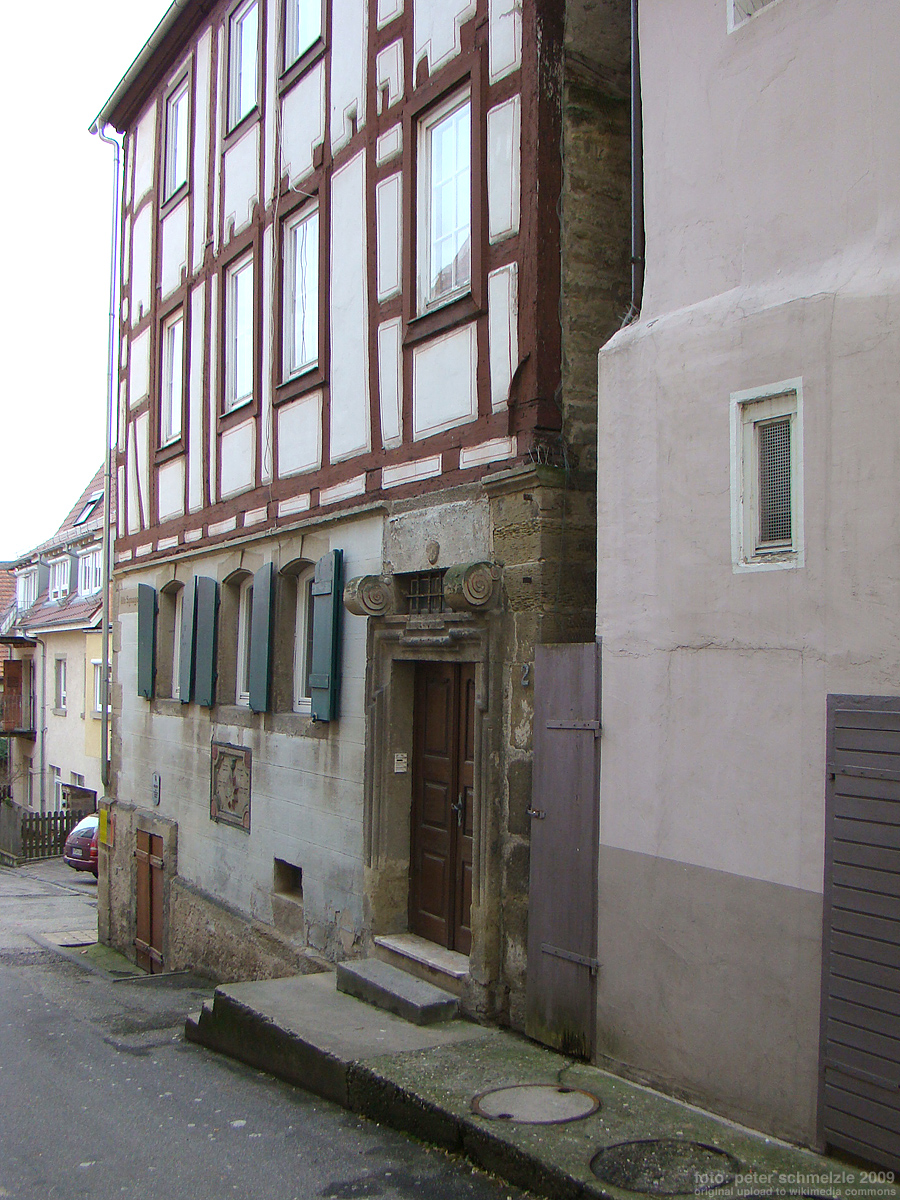
Alte Synagoge
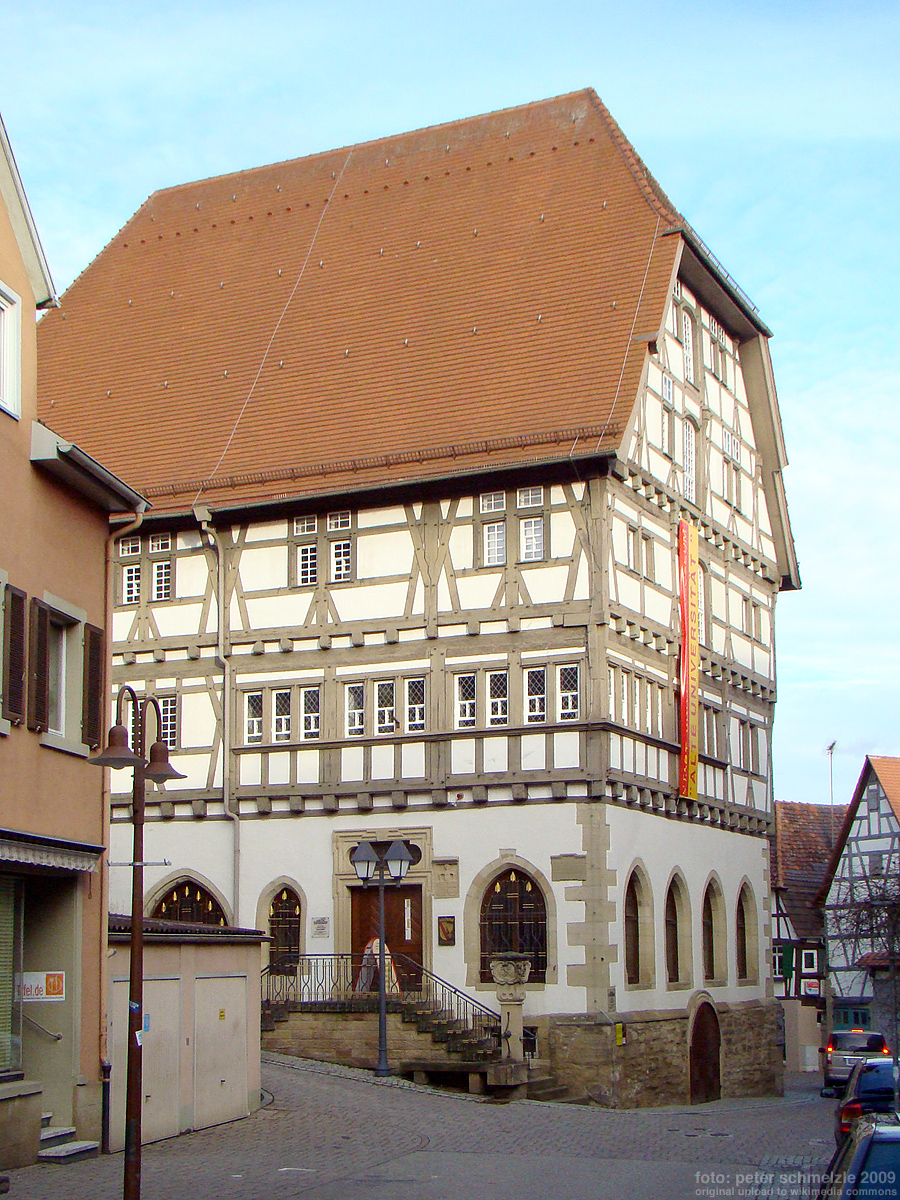
Sogenannte Alte Universität
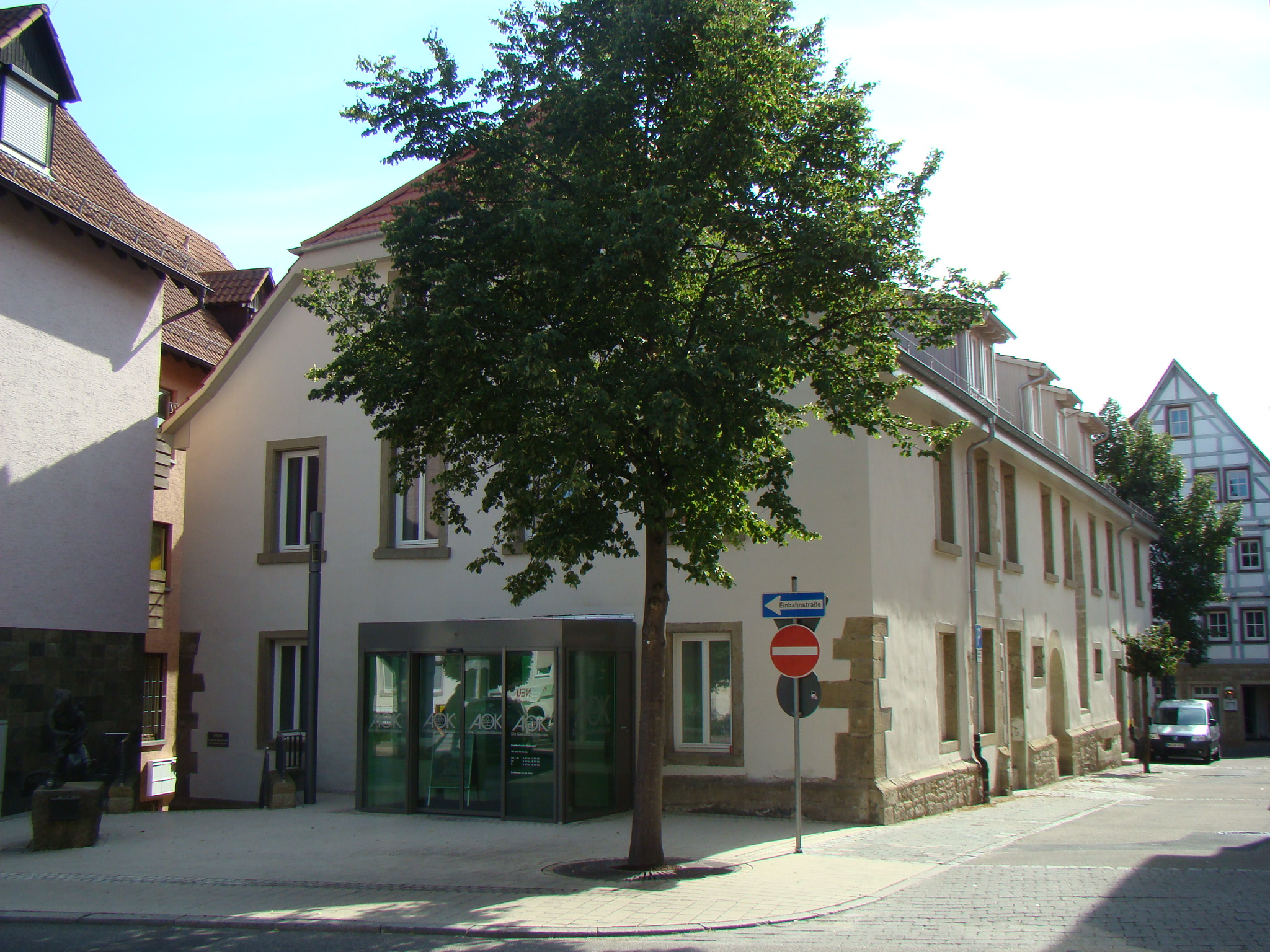
Ehemaliges Diakonat
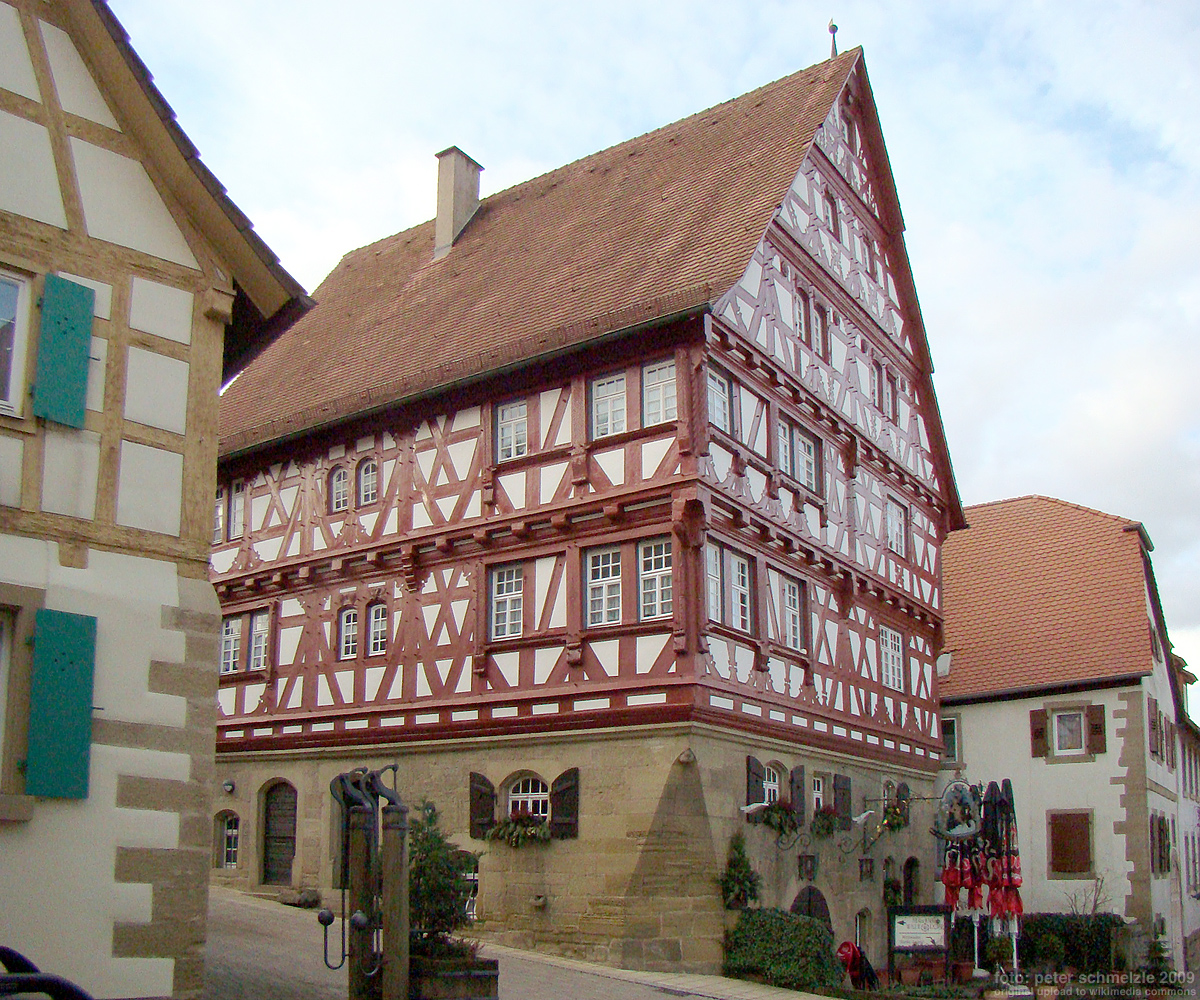
Baumannsches Haus
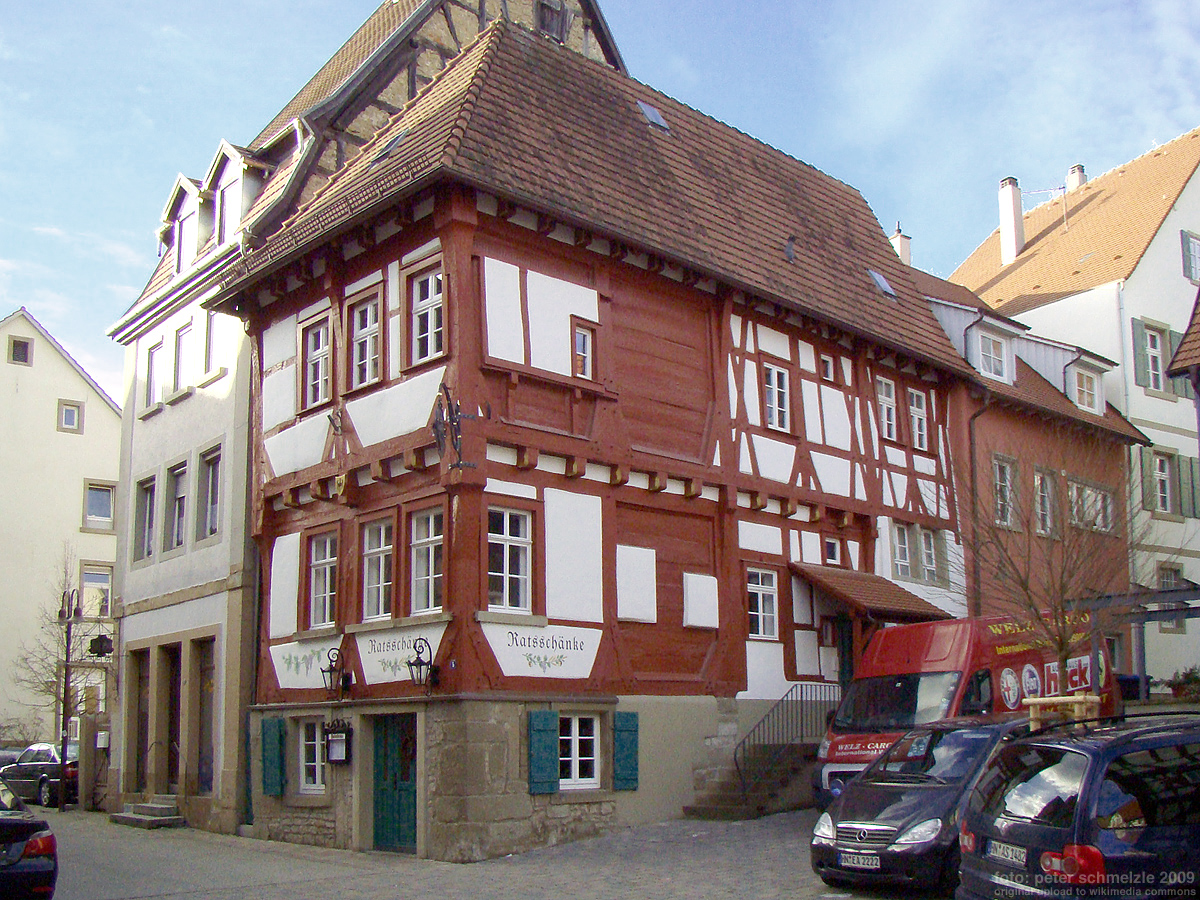
Sogenannte Ratsschänke

- Viele weitere Fachwerkhäuser unterschiedlicher Epochen prägen die romantische Altstadt Eppingens. Das Baumannsche Haus wurde im Jahr 1582 errichtet und wird wegen seiner kunstfertigen Fachwerkbauweise gerühmt. Das Schwebegiebelhaus um 1500 weist eine seltene alemannische Fachwerkkonstruktion auf. Die Ratsschänke und das Bäckerhaus aus dem 15. Jahrhundert zählen zu den ältesten Fachwerkhäusern im Kraichgau. Weitere markante Fachwerkhäuser sind die 1772 erbaute Alte Synagoge der jüdischen Gemeinde mit markantem Hochzeitsstein und das Leiningensche Schlössle bei der Stadtkirche. An der Drei-Stil-Ecke Ecke Zunfthausgasse/Kettengasse treffen alemannisches, fränkisches und barockzeitliches Fachwerk aufeinander.
- Die bäuerlichen Modellhöfe in der Adelshofener, Brettener und Rappenauer Straße entstanden in der ersten Hälfte des 19. Jahrhunderts und galten aufgrund ihrer Größe, Bauweise und Gebäudeanordnung als mustergültig für die Siedlungsneugestaltung im ländlichen Raum in Baden um 1830. Einige der Bauten sind nach Kriegszerstörung 1945 erfolgte Rekonstruktionen aus den Jahren 1947 bis 1952.
- Das Linsenviertel ist eine ehemalige Tagelöhnersiedlung um die gleichnamige Gasse nördlich der Stadtkirche, deren ärmliche Häuser und enge Gassen weitgehend erhalten sind. Hier befindet sich auch das im 18. Jahrhundert errichtete Alte Spital, das später Armenhaus war und heute als Wohnhaus genutzt wird.
- Das Sudhaus und die weiteren Gebäude der Brauerei Palmbräu nahe dem Rathaus bilden ein markantes innerstädtisches Quartier der jüngeren Vergangenheit. Eine verglaste Vorderfront erlaubt von der Rappenauer Straße aus einen Blick auf die kupfernen Sudkessel.
- Der Eppinger Bahnhof wurde 1879 erbaut. Das historische Gebäude wurde bis in die jüngste Vergangenheit zu seinem ursprünglichen Zweck genutzt, dann 2012 zum Verkauf ausgeschrieben und zum 1. Januar 2013 von der Stadt Eppingen erworben.[19]
- Die Mevlana-Moschee im Gewerbegebiet ist in den letzten Jahren entstanden und ist eine neue Landmarke am südwestlichen Ortsrand.
- Auf dem Ottilienberg befinden sich eine erneuerte Wallfahrtskirche aus dem 15. Jahrhundert und Reste weiterer historischer Gebäude.

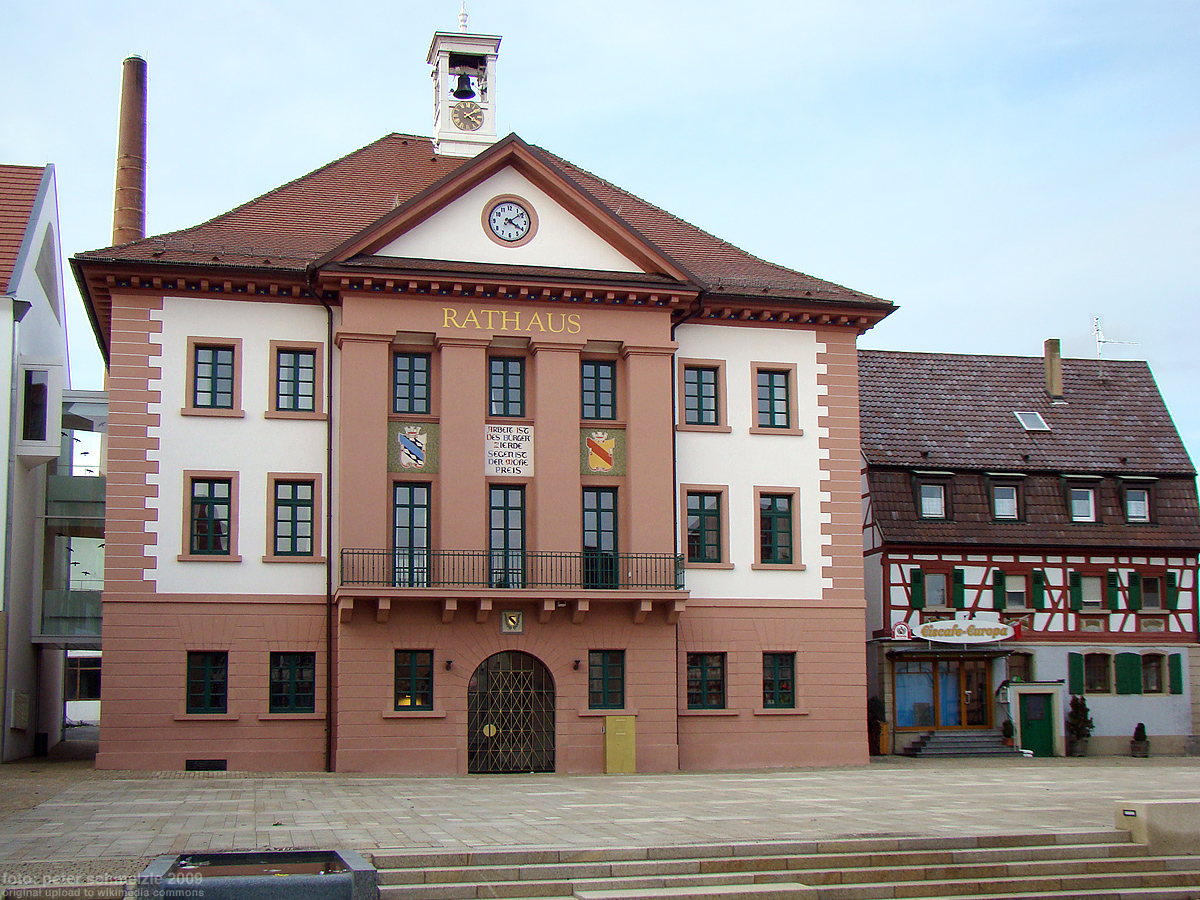
Klassizistisches Rathaus
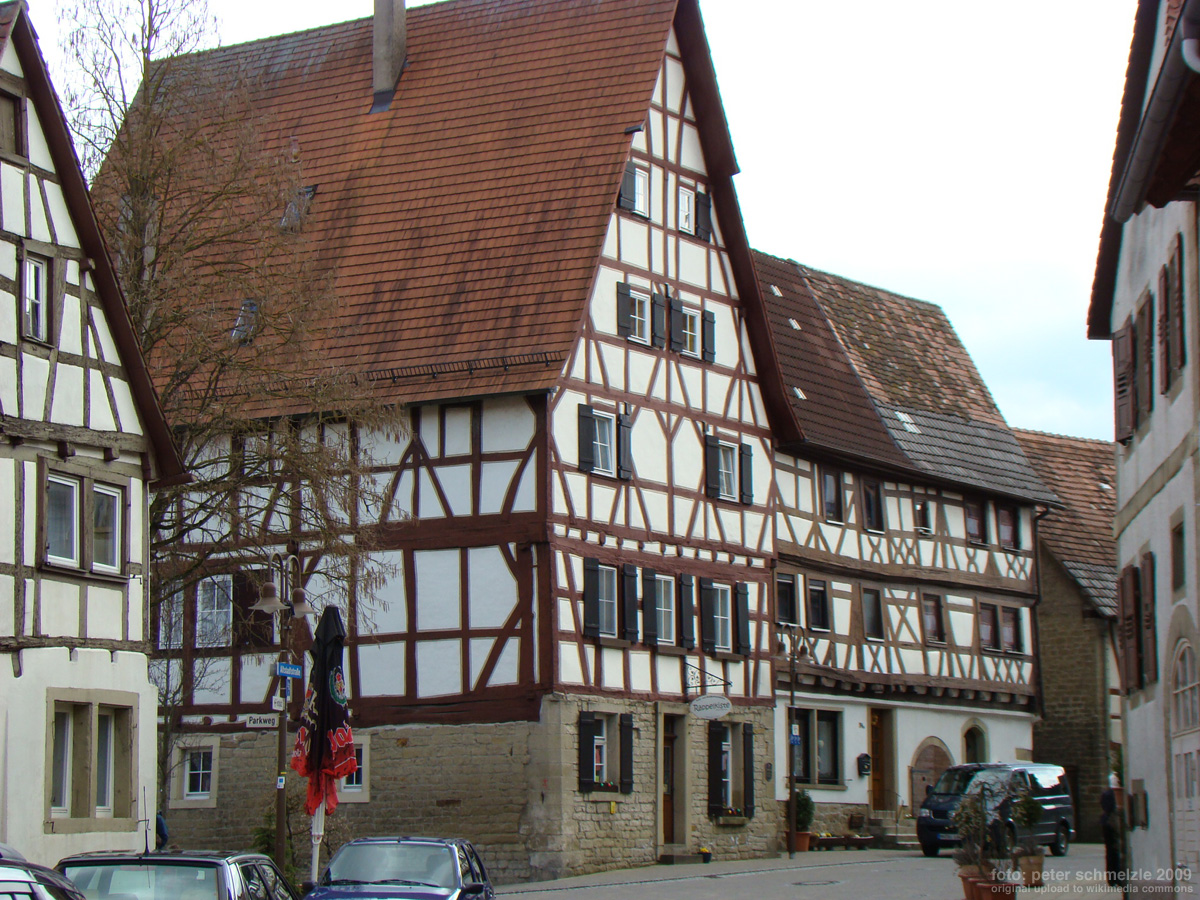
Fachwerkgebäude in der Altstadtstraße
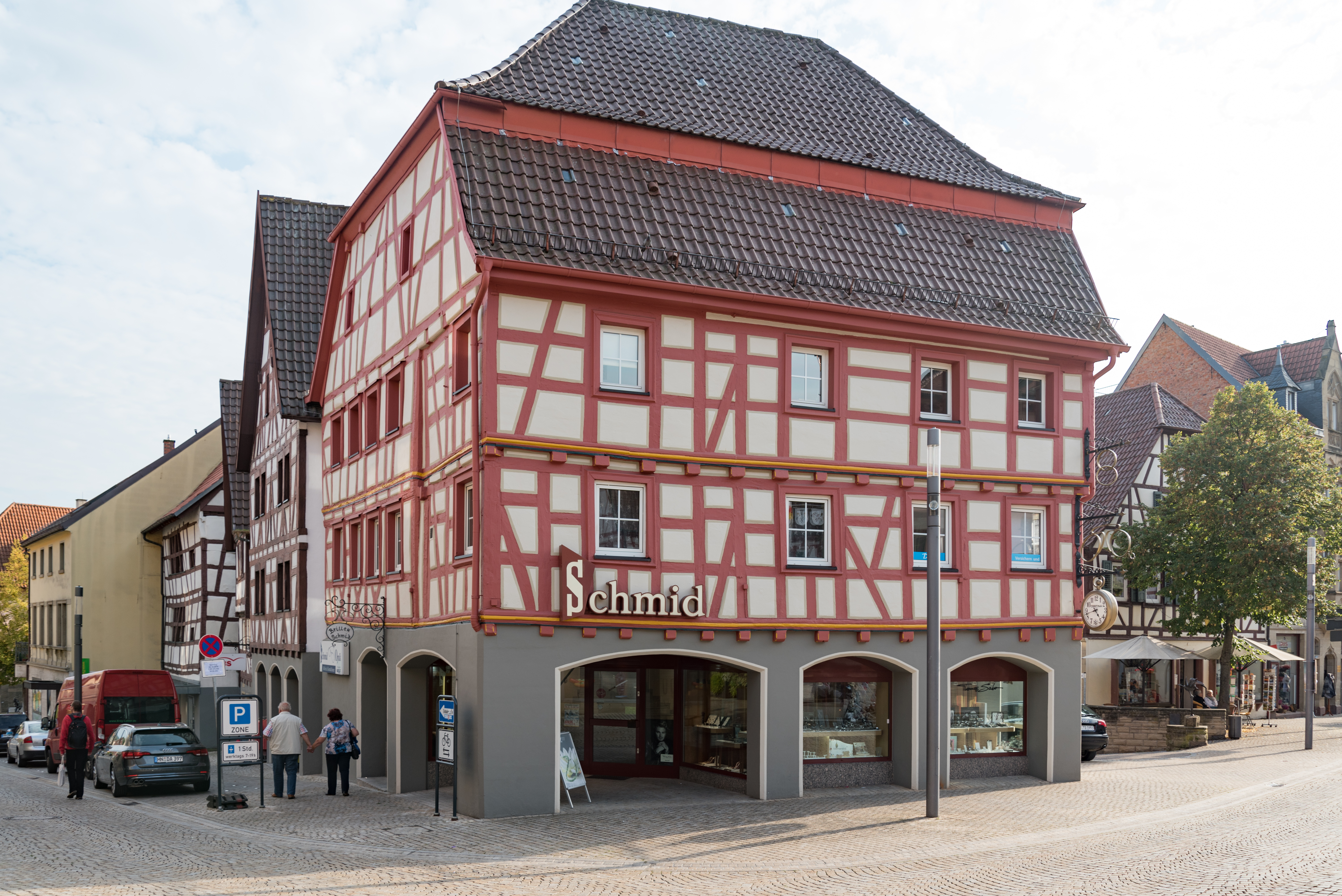
Fachwerkgebäude in der St. Petersgasse
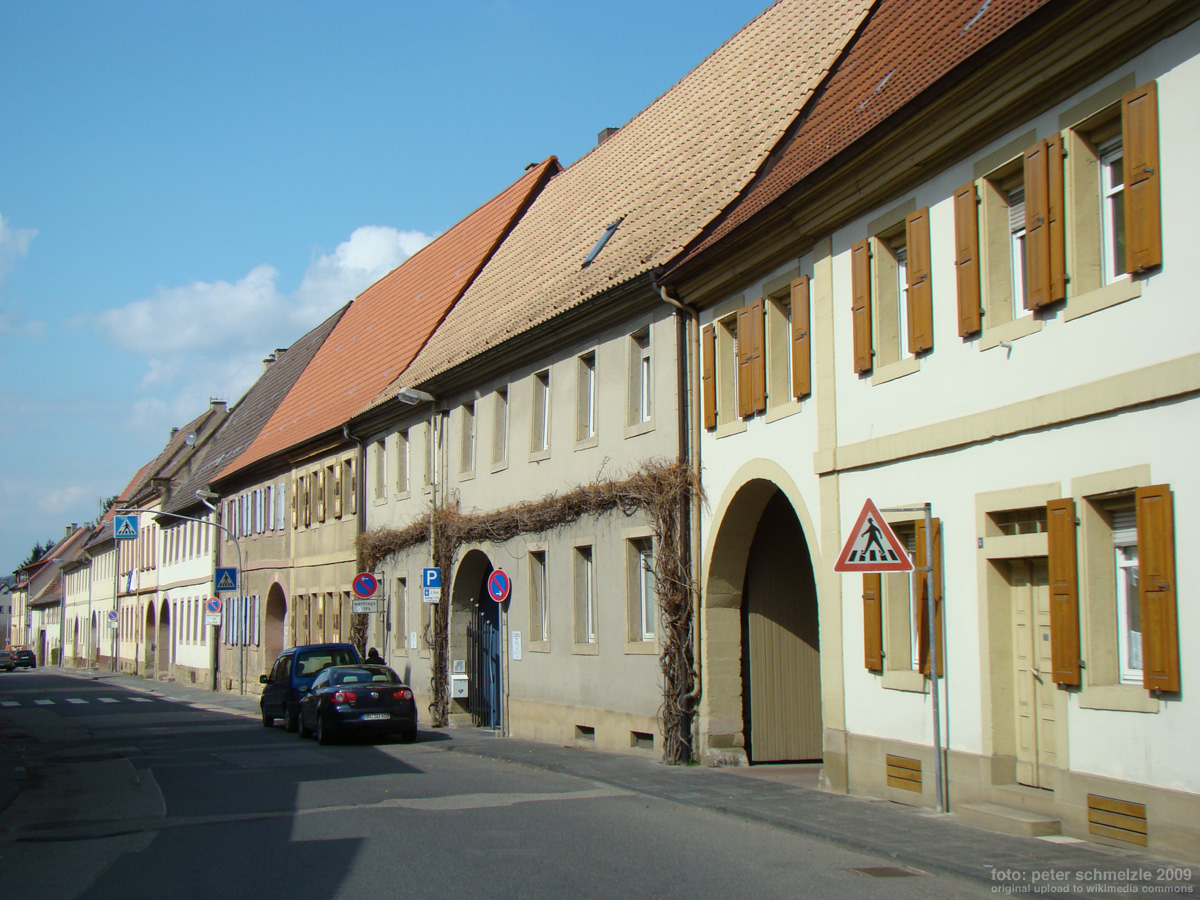
Modellhöfe in der Adelshofener Straße
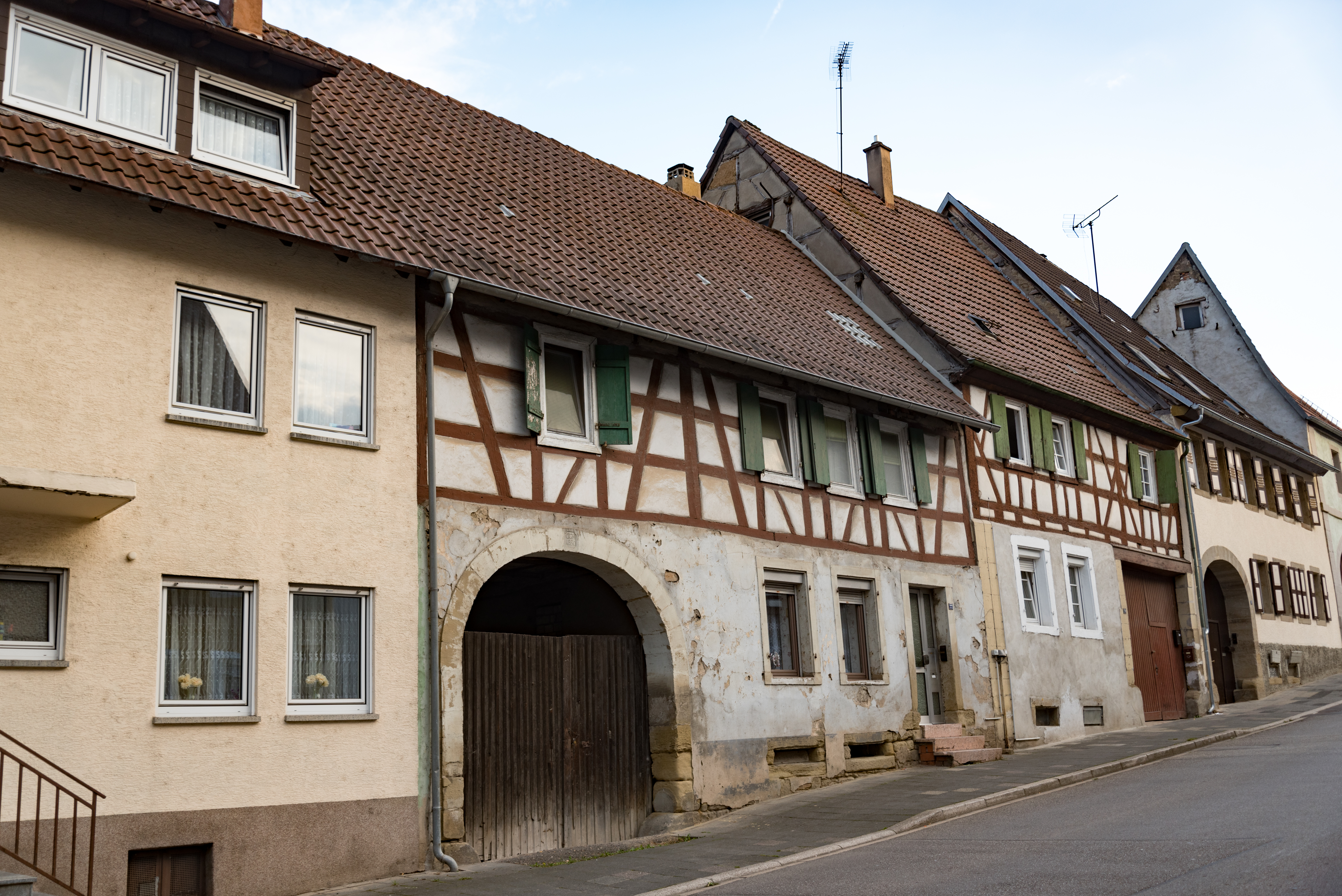
Weitere Modellhöfe
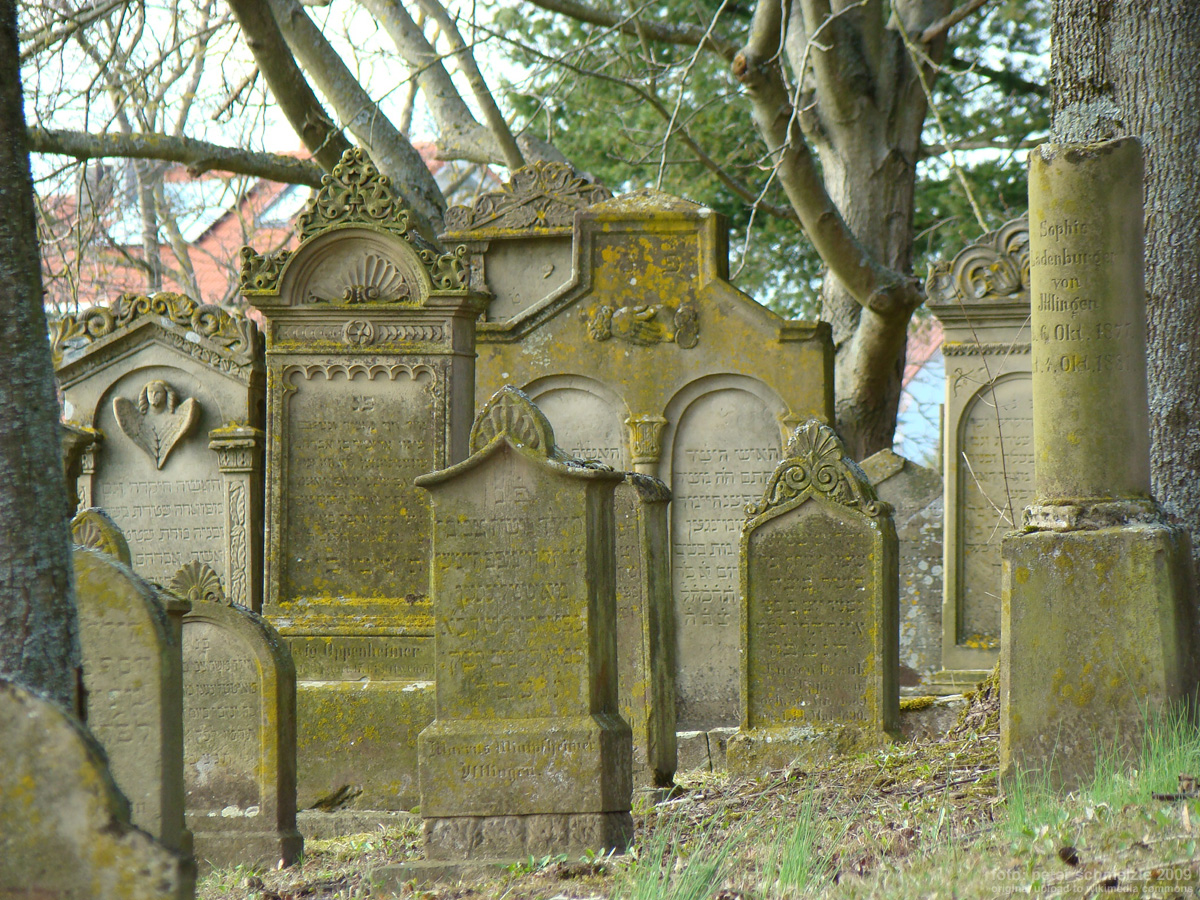
Jüdischer Friedhof
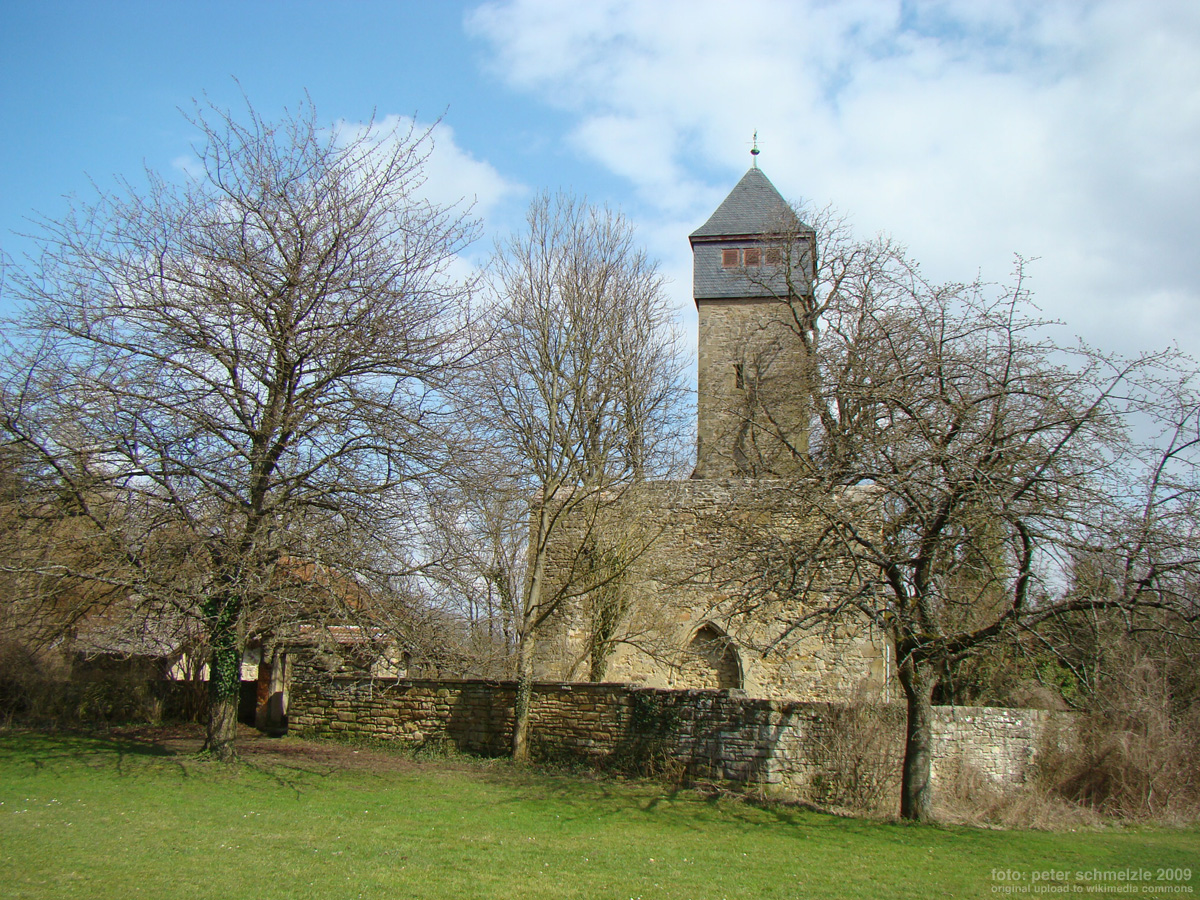
Historische Gebäude auf dem Ottilienberg

### Theater
Die Badische Landesbühne veranstaltet regelmäßig einmal im Monat ein Gastspiel in der Stadthalle. Vor Ort ansässig sind das Babuschka-Theater und (im Stadtteil Elsenz) das Papata Marionetten-Varieté-Theater.

### Museen und Gedenkstätten
Die Alte Universität beherbergt heute das Stadt- und Fachwerkmuseum. Der Pfeifferturm ist ebenso eine Außenstelle des Museums wie das Steinhauermuseum in Mühlbach, das Bauernmuseum in Richen und die Weinbaustube in Kleingartach. In Elsenz, Mühlbach und Rohrbach sind darüber hinaus Heimatstuben eingerichtet. In der Raußmühle wird eine private volkskundliche Sammlung mit Schwerpunkt Volksmagie und Volksglaube gezeigt. Das Privatmuseum Sack in der Eichgasse verfügt in drei Häusern über eine reichhaltige Sammlung historischer Alltagsgegenstände sowie Einrichtungen aus Handel und Handwerk.
Gedenktafeln am Standort der ehemaligen Synagoge in der Kaiserstraße 6/Ecke Ludwig-Zorn-Straße erinnern an die Zerstörung des Gotteshauses beim Novemberpogrom 1938 und an die jüdischen Familien der Stadt, die der Shoa zum Opfer fielen.

### Denkmale
Im Hardtwald sind noch Überreste des Bodendenkmals Eppinger Linien aus dem 17. Jahrhundert zu sehen.

### Sport
Der Sport spielt in Eppingen eine große Rolle, was sich in einem regen Vereinsleben bemerkbar macht. Das Angebot an Breitensport ist vielfältig, immer wieder aber werden auch von Eppinger Sportlern gute Leistungen auf nationaler und auch internationaler Ebene erreicht. Dazu gehört die 1. Mannschaft des Schachvereins SC Eppingen, die mehrmals in der 1. Schachbundesliga gespielt hat. Bundesweit bekannt wurde auch der örtliche Fußballverein VfB Eppingen, der am 26. Oktober 1974 in der 1. Amateurliga Nordbaden spielend, den damaligen Tabellenführer der Fußball-Bundesliga, den Hamburger SV, im DFB-Pokal überraschend mit 2:1 schlug. In der Saison 1980/81 spielte der Club ein Jahr in der 2. Bundesliga Süd.
Der Rad- und Rollschuhverein Eppingen ist seit vielen Jahren vor allem im Rollkunstlauf aktiv und hat viele nationale Erfolge zu verzeichnen. Auch zu internationalen Wettbewerben wie Europameisterschaften und Europacup konnte der RRV schon mehrfach Sportler entsenden.
Im Breitensport aktiv ist der Turnverein 1865, der mit seinen über 1700 Mitgliedern der wohl größte Sportverein am Ort ist und über ein eigenes Turnerheim verfügt. Der TV Eppingen richtet neben dem Volkslauf Ottilienberglauf auch jährlich ein nationales Hochsprungmeeting aus.

### Regelmäßige Veranstaltungen
Unter dem Namen Halbe nach Fünf werden regelmäßig themenbezogenen Führungen über Eppingen und seine Geschichte angeboten. Im Juli findet alle zwei Jahre das Altstadtfest statt. Alle zehn Jahre (zuletzt im Jahr 2022) finden die Eppinger Heimattage statt. Sie wurden 1938 zum ersten Mal abgehalten.
Anfang Dezember wird seit 1985 alljährlich ein Weihnachtsmarkt abgehalten.
Seit 1999 findet jedes Jahr im Spätsommer der Eppinger Kartoffelmarkt statt. Rund um den Marktplatz bieten Eppinger Gastronomen eine Vielzahl an Kartoffelgerichten.
Jährlich zur Faschingszeit fand von 2003 bis 2018 der sogenannte Nachtumzug statt, bei dem einige dutzend Vereine und Gruppen (2011: 71) mit hunderten Mitziehenden (2009: ca. 1700) teilnehmen und zu dem mehrere tausende Besucher (2011: geschätzt 15.000 bis 20.000) nach Eppingen kamen.
Dabei kam es im Februar 2018 zu einem Zwischenfall, bei dem eine Teilnehmerin schwer verbrüht wurde und wochenlang im Krankenhaus behandelt werden musste. Als Reaktion darauf wurden die Umzüge 2019 und 2020 abgesagt.

### Gartenschau 2022

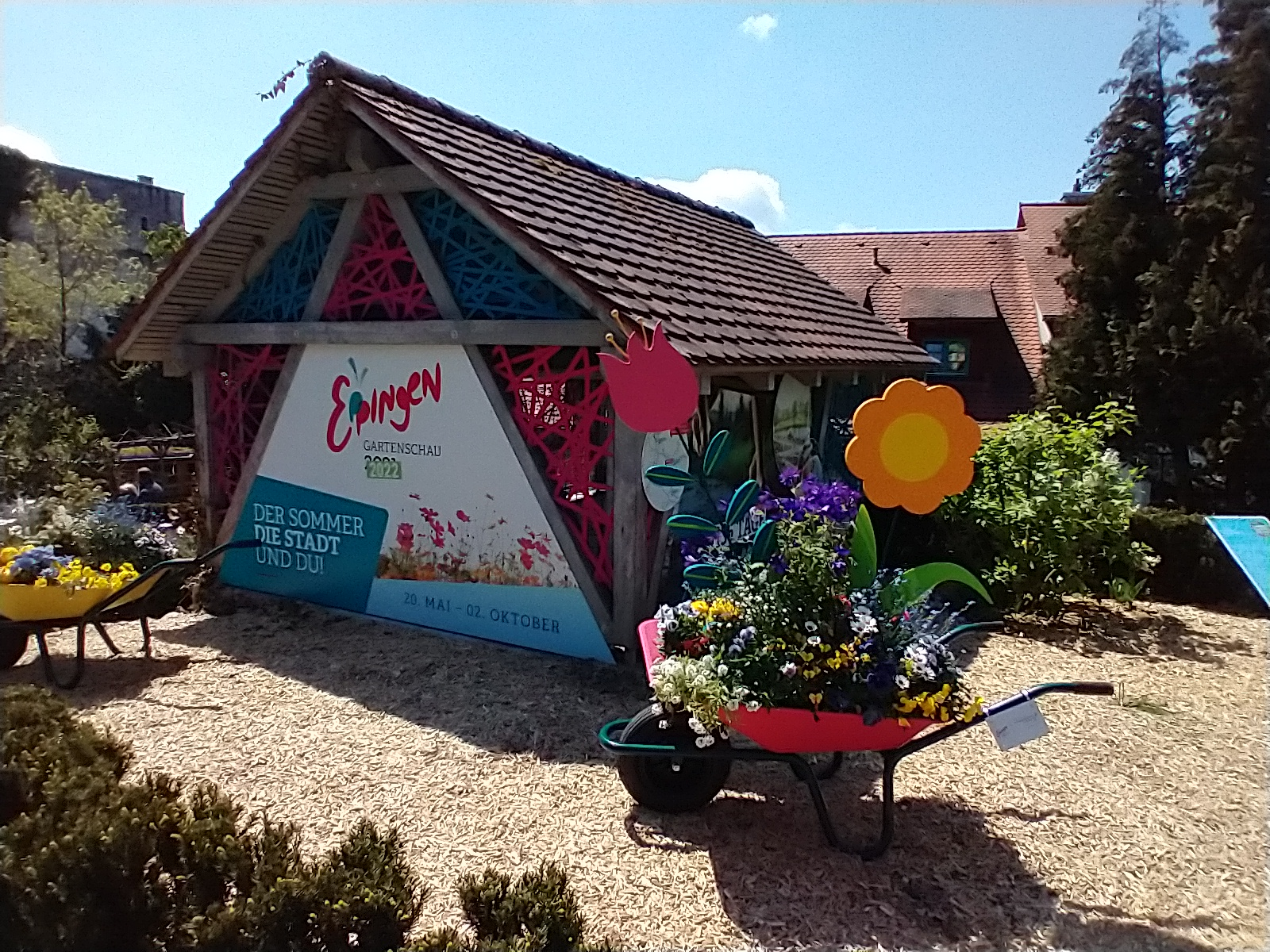
Informationsstelle zur Gartenschau 2022

Im Juli 2015 wurde im Gemeinderat beschlossen, eine regionale Gartenschau im Jahr 2021 auszurichten. Aufgrund der Corona-Pandemie wurden die Veranstaltungen auf das Jahr 2022 verschoben. Während der Landesgartenschau Überlingen 2021 warb Eppingen mit einer Informationsstelle in den dortigen Menzingergärten.

## Wirtschaft und Infrastruktur

### Verkehr

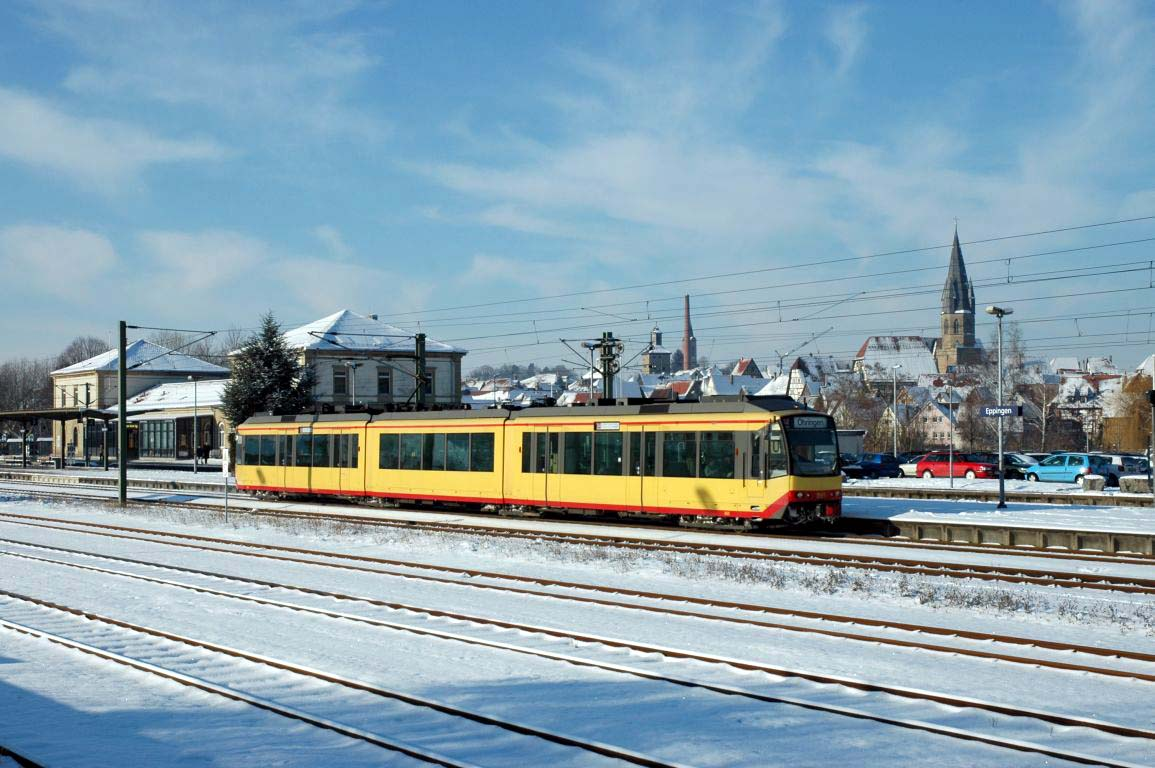
Stadtbahnzug in Eppingen im Dezember 2005

Eppingen ist über die Bundesautobahn 6 Mannheim-Heilbronn (Anschlussstellen Sinsheim-Steinsfurt und Bad Rappenau) zu erreichen. Die B 293 Karlsruhe–Heilbronn führt seit 1996 als Umgehungsstraße nördlich um die Kernstadt herum.
Den öffentlichen Personennahverkehr bedient vor allem die am 1. Juni 1997 eröffnete Linie S4 der Stadtbahn Karlsruhe Karlsruhe–Bretten–Eppingen auf der Kraichgaubahn, mit den Stationen Eppingen West und Bahnhof Eppingen. Am 26. September 1999 wurde die Linie als Teil der Stadtbahn Heilbronn bis zum Hauptbahnhof Heilbronn verlängert und 2004 bis in die Heilbronner Innenstadt. Eine weitere Verlängerung bis Öhringen wurde im Dezember 2005 eröffnet. Nach Eppingen führt auch die Strecke aus Steinsfurt, die in Richen über einen Haltepunkt verfügt. Diese ist 2009 in die S-Bahn RheinNeckar integriert worden und wird nun von der Linie S5 bedient. In der Stadtbahn S4 gelten die Tarife des Heilbronner Hohenloher Haller Nahverkehrs (H3NV) und des Karlsruher Verkehrsverbundes (KVV). Die Strecke von Sinsheim-Steinsfurt gehört zum Verkehrsverbund Rhein-Neckar (VRN). Die Eppinger Stadtteile sind durch ein Busliniennetz erschlossen.
Ferner gibt es einen Bürgerbus im Ort.
| Linie     | Art             | Strecke                                               | Takt        |
| --------- | --------------- | ----------------------------------------------------- | ----------- |
| S4        | S-Bahn          | Karlsruhe – Bretten – Eppingen – Heilbronn – Öhringen | Stundentakt |
| S5        | S-Bahn          | Heidelberg – Meckesheim – Aglasterhausen/Eppingen     | Stundentakt |
| RE45      | Regionalexpress | Karlsruhe – Bretten - Eppingen – Heilbronn            | Stundentakt |
| 673       | Bus             | (Massenbachhausen –) Adelshofen – Eppingen            | Stundentakt |
| 674       | Bus             | Kleingartach – Eppingen                               | Stundentakt |
| 675       | Bus             | Elsenz – Landshausen - Rohrbach – Eppingen            | Stundentakt |
| 676       | Bus             | Zaberfeld – Mühlbach – Eppingen                       | Stundentakt |
| Bürgerbus | Midibus         |                                                       |             |

Durch eine Alltagsroute aus dem Radnetz Baden-Württemberg ist Eppingen über Gemmingen und Schwaigern mit Heilbronn und in der anderen Richtung über Sulzfeld, Zaisenhausen und Flehingen (Stadt Oberderdingen) mit Bretten verbunden.
Der Württemberger Weinradweg führt als Landes-Radfernweg durch den Stadtteil Kleingartach. Er beginnt in Rottenburg am Neckar und führt nach Niederstetten. Er verläuft dabei von Lauffen am Neckar über Brackenheim nach Kleingartach und weiter nach Schwaigern.

### Ansässige Unternehmen

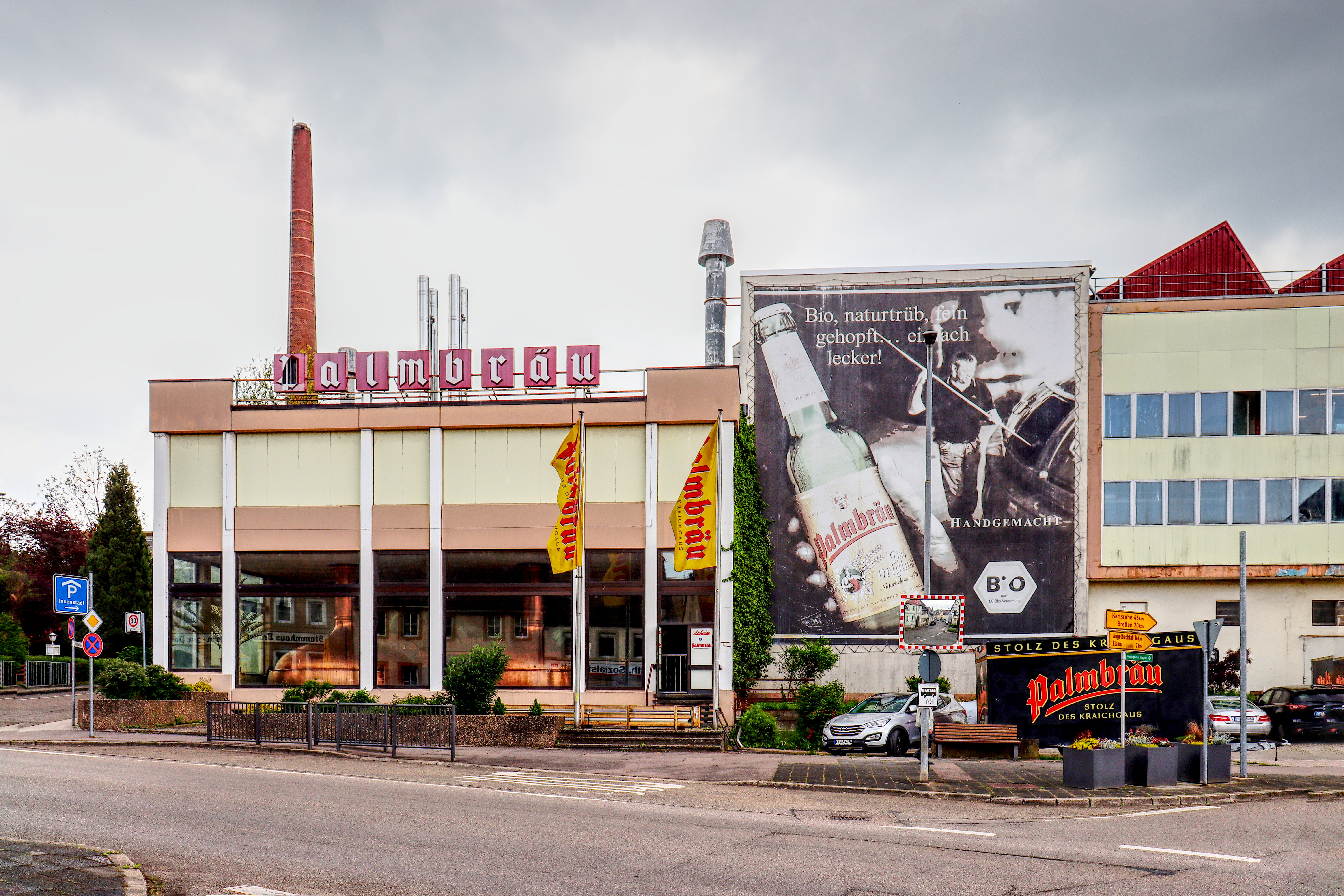
Brauerei Palmbräu

In Eppingen ist die 1835 gegründete Traditionsbrauerei Palmbräu ansässig. Das 1873 gegründete, international tätige Maschinenbauunternehmen Dieffenbacher stellt Pressensysteme und Produktionsanlagen für die Industrie her. Das Unternehmen Vöroka hat sich auf Überdachungen spezialisiert. Ebenso ist eine europäische Niederlassung des Mikrofon-Herstellers Shure, die Shure Distribution GmbH, in Eppingen ansässig.

### Medien
Über das lokale Geschehen in Eppingen berichtet die Tageszeitung „Kraichgau Stimme“, die im Verlag der „Heilbronner Stimme“ erscheint. Vorgängerin der „Kraichgau Stimme“ war die Eppinger Zeitung.
Darüber hinaus berichtet die Rhein-Neckar-Zeitung (RNZ) aus Heidelberg mit Lokalredaktion in Sinsheim ausführlich über das lokale Geschehen in Eppingen und im Kraichgau.
Westlich befindet sich der Sender Eppingen.

### Behörden und Einrichtungen
Eppingen hatte bis 2016 ein Notariat. Das Polizeirevier Eppingen ist zuständig für die Verwaltungsgemeinschaft Eppingen, die Stadt Bad Rappenau und die Gemeinde Kirchardt. Das frühere Städtische Krankenhaus Eppingen wurde 2004 geschlossen, das Gebäude beherbergt seit 2006 ein Gesundheitszentrum.

### Bildung
In Eppingen gibt es das Hartmanni-Gymnasium, die Selma-Rosenfeld-Realschule, die Hellbergschule, eine Gemeinschaftsschule, sowie die Grundschule im Rot. Im Stadtteil Elsenz gibt es die Förderschule Kraichgauschule. Weitere Grundschulen gibt es in den Stadtteilen Adelshofen, Elsenz, Kleingartach, Mühlbach, Richen (Burgbergschule) und Rohrbach.
Die private Christian-Heinrich-Zeller-Schule für Erziehungshilfe des Kleingartacher e. V. sowie die Arnold-Dannenmann-Akademie, ein Institut für Bildung und Ausbildungsgänge des Christlichen Jugenddorfwerks Deutschlands mit einer Fachschule für Sozialpädagogik runden das schulische Angebot in Eppingen ab.
Das Theologische Seminar im Stadtteil Adelshofen bietet ein Masterstudium in Praktischer Theologie an.
Die Stadtbücherei Eppingen verfügt über einen Bestand von 18.000 Medien.

## Persönlichkeiten

### Ehrenbürger
Die Stadt Eppingen hat folgenden Personen das Ehrenbürgerrecht verliehen:
- 1933: Adolf Hitler (1946 zurückgenommen, siehe Hitler als Ehrenbürger)
- 1933: Walter Köhler (1946 zurückgenommen)
- 1933: Robert Wagner (1946 zurückgenommen)
- 1994: Otto Bachmann
- 1995: Heinz Faller
- 1995: Alois Frank
- 1999: Reinhold Maier
- 2004: Erwin Keller
- 2009: Klaus Kirchgeßner

Daneben vergibt die Stadt an Personen, die sich um Eppingen verdient gemacht haben, in unregelmäßigen Abständen Wappenteller.

### Söhne und Töchter der Stadt
Nach Geburtsjahr geordnet
- Konrad Költer (um 1465–unbekannt), Rektor der Heilbronner Lateinschule von 1492 bis 1527
- Hartmannus Hartmanni (ca. 1472–1510), Kanoniker an der Heidelberger Heiliggeistkirche und Stifter eines bis 1949 bestehenden Stipendiums
- Johann Pavonius (vor 1505–1544), Jurist, Rektor der Heidelberger Universität
- Johan Maurits Mohr (1716–1775), deutsch-niederländischer Geistlicher und Astronom
- Leopold Regensburger (1834–1900), Rechtsanwalt
- Hillel Sondheimer (1840–1899), Rabbiner und Autor
- Jakob Sitzler (1851–1927), Klassischer Philologe und Gymnasiallehrer
- Jakob Renz (1866–1951), Heimatkundler, Bürgermeister und Ehrenbürger von Mosbach
- Hermann Emil Kuenzer (1872–1946), Reichskommissar
- Otto Vielhauer (1875–1958), Politiker, Landtagsabgeordneter
- Hermann Gebhard (1878–1928), Landwirt und Politiker, Landtagsabgeordneter
- Johannes Kleinheins (1879–1938), Heimatdichter
- Adolf Vielhauer (1880–1959), Missionar und Übersetzer der Bibel in die Balisprache
- Alfred Beck (1889–1957), geboren in Richen, Veterinärmediziner
- Selma Rosenfeld (1892–1984), Lehrerin und Professorin
- Willy Schmelcher (1894–1974), Höherer SS- und Polizeiführer
- Fritz Luz (1905–1987), Geschäftsführer und Schriftleiter der Eppinger Zeitung
- Max Bravmann (1909–1977), Hochschullehrer für Semitische Philologie
- Joachim Pöltl (* 1953), Hornist und Professor
- Rosemarie Wenner (* 1955), Bischöfin der Evangelisch-methodistischen Kirche für Deutschland
- Jürgen Kögel (* 1958), Politiker (AfD), Bundestagsabgeordneter
- Lars Eric Paulsen (* 1989), Moderator und Redakteur bei Rocket Beans TV

### Sonstige mit der Stadt in Verbindung stehende Personen
- Matthias Quad (1557–1613), Schriftsteller und Kupferstecher, war ab 1612 Hilfslehrer in Eppingen
- Klaus Zapf (1952–2014), Umzugsunternehmer, wuchs in Eppingen auf und starb dort auch
- Bernd Röcker (* 1942), Heimatforscher, lehrte am Eppinger Gymnasium